# 三菱・ミニキャブ
ミニキャブ（MINICAB）は、三菱自動車工業が製造・販売している軽貨物車。

## 概要
2023年現在、同社が単独で生産している唯一の軽自動車となっている（ミーブおよびEV）。
トラックとバンがあり、550cc時代から登場したバンの豪華版はミニキャブブラボーの名が付されていた。独立車種としてのブラボーは1999年に消滅したが、2011年に上級グレードの名称として復活。また、軽自動車の商標の中では5番目に古い8代（ただし、トラックは7代）・55年（2021年現在）の歴史がある。
乗用1BOXモデルはブラボー（ミニキャブ4代目・5代目に相当）、タウンボックス（6代目に相当）の名で販売されていた。後にタウンボックスは廃止され、グレード名称として「ブラボー」の名が復活する。
6代目は2003年8月から2013年12月までクリッパーバン → NV100クリッパー・クリッパートラック → NT100クリッパーとして、乗用1BOXモデルのタウンボックスは2007年6月から2012年1月まで「クリッパーリオ」の名称でそれぞれOEM供給されていた。
2011年に、本車をベースにした商用電気自動車「ミニキャブMiEV」が発売された。
2014年2月にフルモデルチェンジ(7代目)によりスズキからのOEM供給を受けることとなり、併せて、タウンボックスもOEMモデルとして復活・フルモデルチェンジされた。これにより2024年8月現在ではガソリン車でスズキからのOEMとなる8代目(バン系)/7代目(トラック)と、最後の三菱自社開発・生産モデルにしてEVバンのみの設定となる6代目が併売される格好となっている。

## 初代（LT30系）
- 1966年5月 - 新登場。当初はトラックのみの設定であった（一方開きと三方開きの二種類でそれぞれテールランプ（ブレーキ・ウインカー兼用の赤一色）のデザインが異なる）。後にサイドマーカーが追加された。
- 1968年 - バンを追加。トラックとの差別化として横型の3色式テールランプ（テールゲート一体式）・後方反射板を装備。
- 1969年 - マイナーチェンジ。エンジン出力を向上。ベンチレーター周辺のデザイン変更としてフロントカバーを装着。
- 1970年6月 - 製造事業者を三菱重工業から三菱自動車工業へ変更。
- 1971年5月 - バンをマイナーチェンジ。エンジンがこれまでのME24DからME24Fに変更。同時に名称を「ミニキャブEL（エル）バン」に変更。「EL」の頭文字は不明。さらにヘッドライト周りに黒色のダミーグリルが追加されたが、「MINICAB」のロゴはそれまでのステンレス切り抜き文字から、フロントベンチレーターに浮き彫り文字を施す（レリーフ）形式に変更されたため、見づらくなってしまった。
- 1975年1月 - 「ミニキャブELバン」のまま、現行の黄色ナンバーに対応すべくナンバープレート架台を大型化し、番号灯を増設。

## 2代目（T130系）
- 1971年5月 - トラックのみフルモデルチェンジ(一方開き廃止)。バンは先代モデルをマイナーチェンジし、継続販売。名称は「ミニキャブEL（エル）」となり、ダンプモデルには「セルフドロッパー」のサブネームが付く。シフトレバーはこの代よりフロア配置となる。リアランプをコンビネーション化。
- 1972年9月 - マイナーチェンジでこれまでのME24型空冷2サイクルエンジンから2G10型水冷2サイクルエンジンに変更。「ミニキャブW」に名称変更。型式がT131型となる。同時にフロントの車種エンブレムがMinicabから、水冷（Water-Cooled）をアピールするWに変更される。

ヘッドランプが角型から丸型となる。ヒーターが排気熱交換式から温水式に変更され、同時にメーカー並びにディーラーオプションで吊り下げ式クーラーを設定。ステッカーは銀地に赤のスリーダイヤマーク、さらにその横に青地白抜き文字で「ミニキャブW」のロゴが付く。
- 1973年9月 - マイナーチェンジ。フロントグリルのデザインを変更。給油キャップが鍵穴付きとなる。またスーパーデラックスはホイールキャップのデザインが変更され、後述の「ミニキャブ5」にも引き継がれる。ヘッドランプの直径を145 mmから179 mmへ変更。同時に「ミニキャブW」のステッカーデザインが変更され、黒地に銀のスリーダイヤマーク、さらに銀地に橙色文字で「ミニキャブW」のロゴとなり（フォントは変わらず）、加えてフロントグリルにあった「MINICAB」の立体ロゴがなくなり、フロントの車種エンブレムも「W」から再度「MINICAB」に戻された。
- 1975年1月 - 「ミニキャブW」のまま、現行の黄色ナンバーに対応すべくナンバープレート架台を大型化し、番号灯を増設。スーパーデラックスはシートベルトが2席とも3点式化され、安全性を向上。スタンダードはもともと2点式だが、メーカーもしくはディーラーオプションで3点式へ変更することもできた。同時に「ミニキャブW」ステッカーの貼り付け位置が、それまでの後退灯上部から可倒式リアゲートパネル（正面から見て右下）に変更された。

## 3代目（L010系）
- 1976年5月 - フルモデルチェンジ。エンジンをこれまでの2サイクル359 cc（2G10）から4サイクル471 cc（2G22）に換装し、名称を「ミニキャブ5（ファイブ）」に変更。バンのテールランプを縦型のコーナーランプに変更し、後退灯をテールランプから独立してリアバンパー中央に1灯を移設（従来の後方反射板を廃止）。また後部ドアをヒンジ式からスライド式に変更。
- 1977年5月 - 大規模なマイナーチェンジ。型式がL013型となる。ボディサイズを拡大し、エンジンを546cc（2G23）にアップ。これに伴い合わせホイールが全グレードにおいて廃止。名称は「ミニキャブ・ワイド55」となる。これ以降の3代目ではナンバーの位置が特徴的で、フロントはナンバープレートの取り付け位置がこの当時の同社の小型商用車のデリカ同様、ボディ胴部中央からバンパーの運転席側にオフセットされており、バンタイプではリヤのナンバープレートの取り付け位置もリヤゲート中央から右下にオフセットされていた。
- 1979年4月 - マイナーチェンジ。フロントグリルの形状変更が行われたほか、営農ミニキャブ（現・JAミニキャブ）を追加。
- 1981年5月 - 2度目のマイナーチェンジ。型式がL015型となる。名称を「ミニキャブ」に戻す。エンジンを全車、2G23からG23B（タイミングチェーン仕様）に換装。これと同時にバンの上級仕様「エステート」を追加。
- 1982年6月 - 一部改良。4WDを追加。これに伴いフロントグリルに従来の"MM"に代わり、"MMC"のエンブレムが付く（日本仕様のみ）。

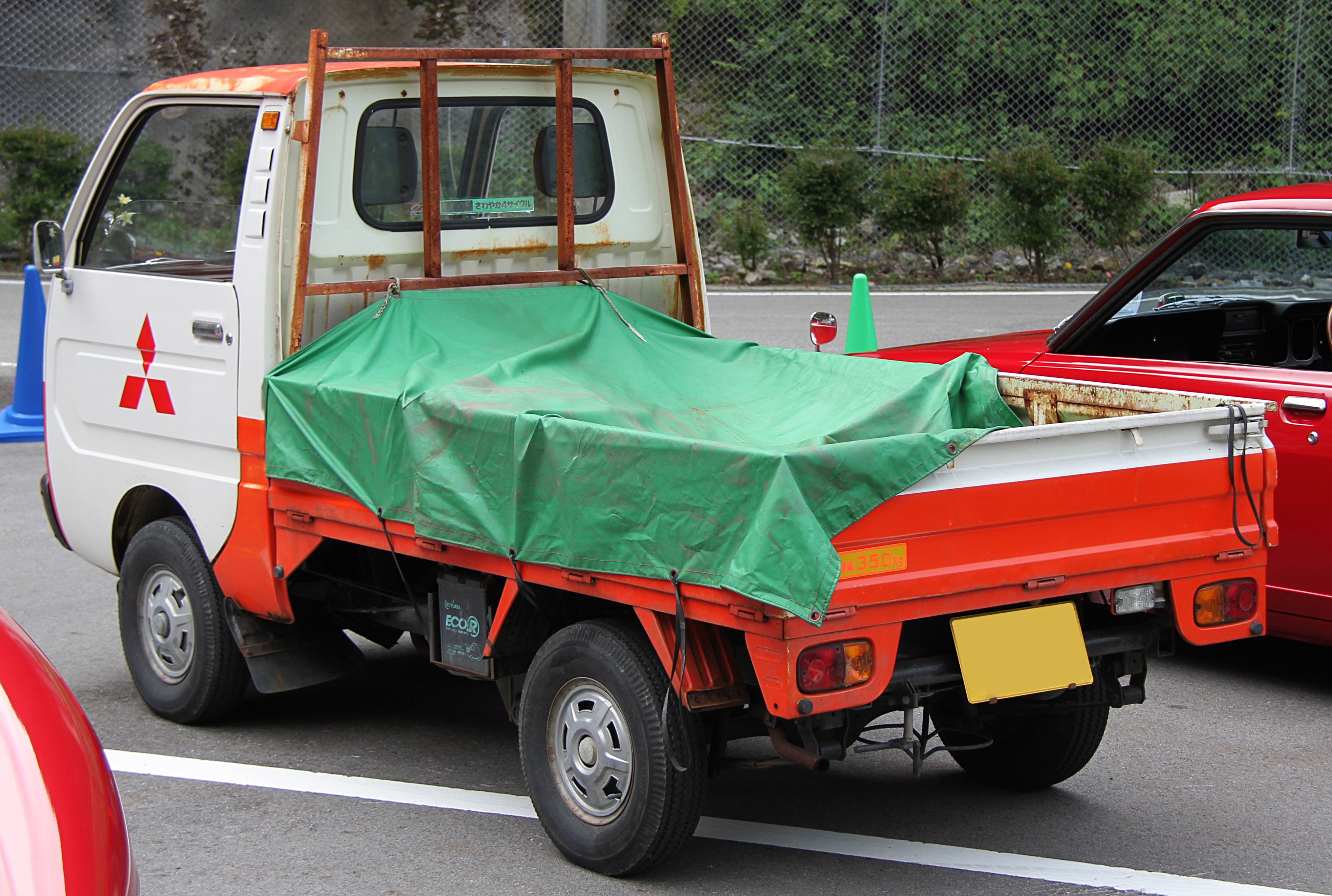
ミニキャブ5 リヤ

### 3代目 海外輸出仕様
Mitsubishi L100
(550cc・1977年 - 1986年)
この型のみ日本から海外へ輸出された。水島製作所で製造された車両を輸出していた。
L100と命名されたのは、3代目ミニキャブが550cc規格になってからのことである。
インドネシア、チリ、アルゼンチン等の国に輸出されたが、その後インドネシアで生産され、1987年にジェットスター、1991年にコルトT120SSへとモデルチェンジした。

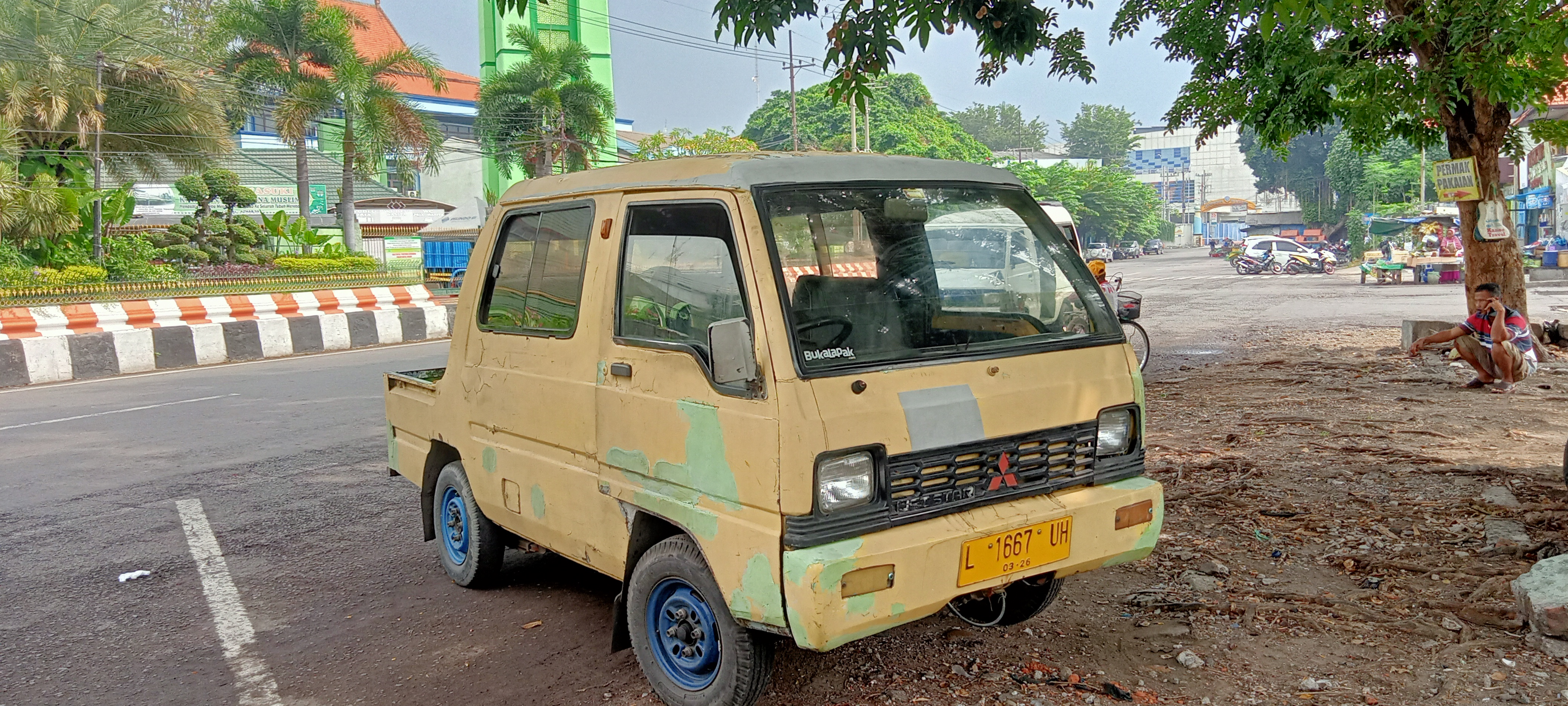
ジェットスター (1990 モデル)
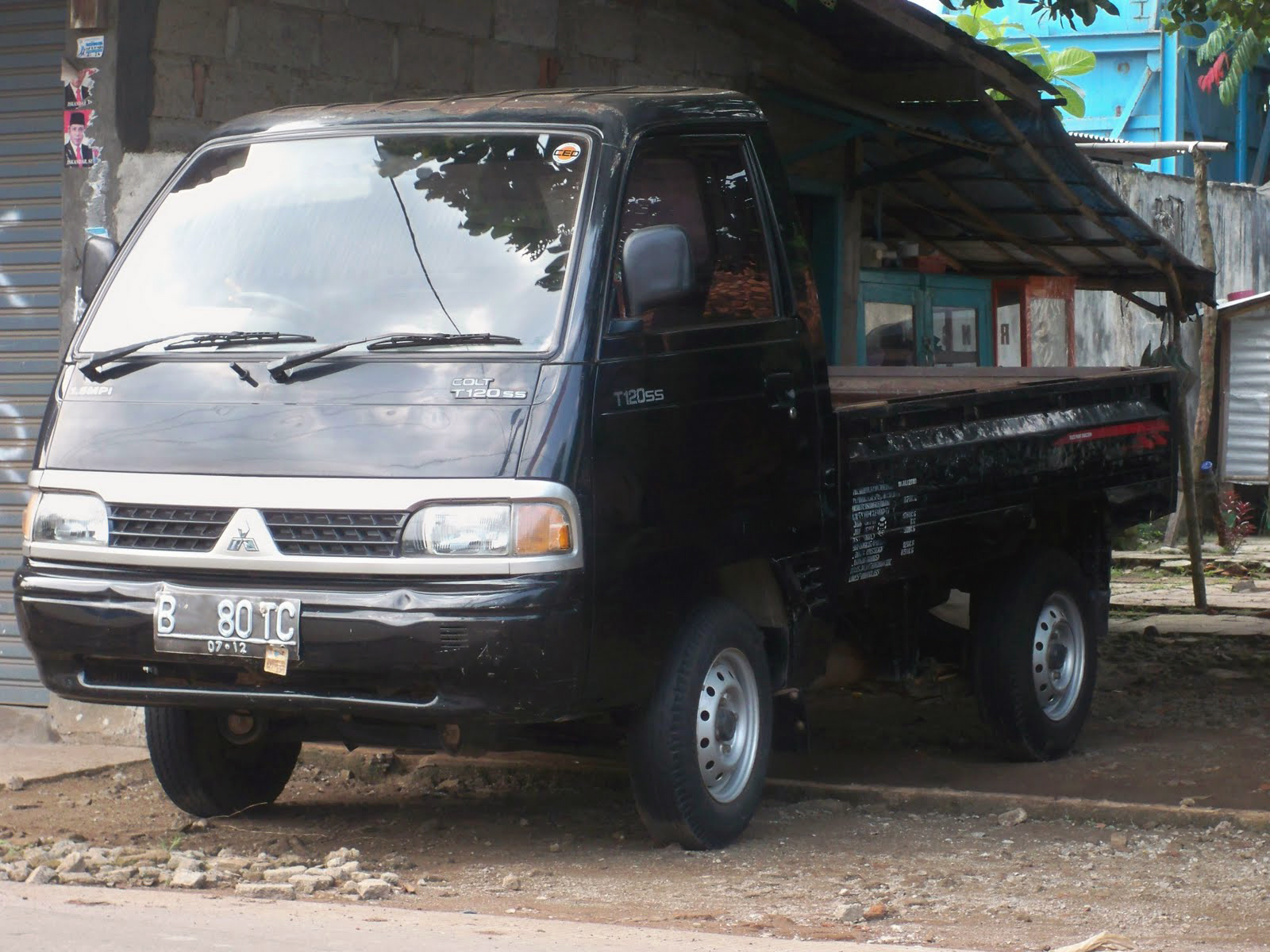
コルトT120SS (2005 モデル)

## 4代目（U10系）
- 1984年6月 - フルモデルチェンジ。「うちのデッ軽（けい）くん」という発売当初のキャッチコピーが示す通りキャビンや荷台、荷室が更に拡大され、これまでの吊り下げ式クーラーに代わって、エアコンがオプション設定されるようになった。運転席周りのインストルメントパネルはメーターパネルのフード部分の形状を除き、既存のH1#A/1#V型5代目ミニカ / ミニカエコノと共有化している。また、この代よりフロントサスペンション形式がマクファーソン・ストラット式に、ステアリング形式がラック・アンド・ピニオン式にそれぞれ統一される。この代より4WD車全車に12インチフロントディスクブレーキとフロントオートフリーホイールハブがそれぞれ標準装備となる。バンのリアコーナーランプを後退灯と一体化した三色式に変更。
- 1987年6月 - マイナーチェンジ。型式が2WD車がU14T/14V、4WD車がU15T/15V型となる。エンジンはこれまでの546cc（G23B）2気筒から548cc（3G81型（サイクロン））3気筒に変更。同時にスーパーチャージャーを追加。スーパーチャージャー搭載グレードに限りタコメーターとトリップメーターが標準装備。
- 1988年2月 - トラックの2WD車に5速MTとトリップメーターを標準装備したハイルーフモデルの「GL」を追加（ただし、タイヤとホイールは10インチ）。これに伴い日本仕様にスリーダイヤのエンブレムが復活した。
- 1989年2月 - バンの上級版「エステート」を「ミニキャブブラボー」に改名。
- 1990年2月 - マイナーチェンジ。新規格化[3]でエンジンを657ccに拡大（3G83型・サイクロン）。型式が2WD車がU18T/18V、4WD車がU19T/19V型となる。ただし、スーパーチャージャーは548cc・3G81型サイクロンエンジンのまま。

この代は北米にもマイティミッツの名称で農耕用構内専用車（農機扱い）として輸出されていた。マイティミッツの型式は2気筒エンジン（2G24型）モデルがU13T、3気筒エンジン（3G82型）モデルがU16Tとなっていた。

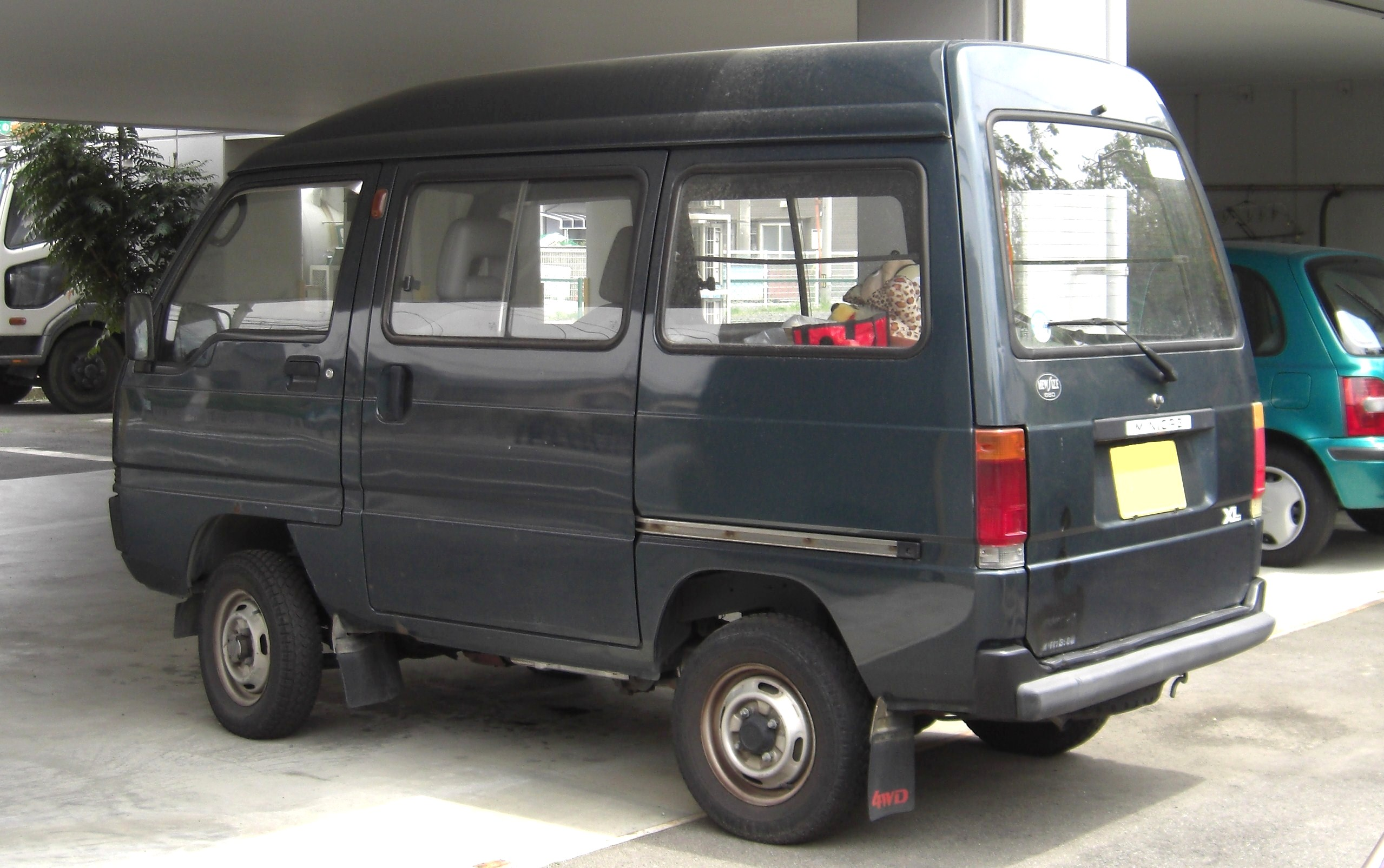
リア（後期型）

## 5代目（U40系）
- 1991年2月 - フルモデルチェンジ。2WD車の10インチホイール装着車を除き、全車に3気筒SOHC12バルブシングルキャブレターエンジン（3G83型）および12インチフロントディスクブレーキを標準搭載する。テールランプのデザインがトラック・バン共通となる。
- 1992年1月 - 一部改良。電気類の防水の改善。
- 1993年1月 - 一部改良。10インチタイヤ&10インチホイール装着車を除き全て5速MT化。
- 1994年2月 - 最初のマイナーチェンジ。ヘッドランプがSAE規格の角型2灯式に。計器類に関しては最上級グレード（トラック・TL / バン・CL）専用装備のトリップメーターが廃止され、それ以降全グレードがオドメーターのみの装備となる。また、バンのテールランプが専用のオリジナルタイプに変更。
- 1996年
  - 1月 - 2度目のマイナーチェンジ。ステアリングホイールの形状が7代目ミニカの下位グレードと共通のもの（大型ホーンパッド付の2本スポーク式。パネルバンを除く）に変更、並びにヘッドランプがブラボーの後期型と共通の異形レンズのハロゲンバルブ式に（パネルバンを除く）。トラック、バンにかかわらず最上級グレードには3気筒SOHC12バルブECIマルチエンジンが搭載され、トラックの4WD車全てに防水アンダーカバーが標準装備される。
  - 5月 - トラックおよびバンにそれぞれ誕生30周年を記念し、特別装備として可倒式ワイドメッキサイドミラー、およびエンジン回転数感応油圧式パワーステアリング（いずれもトラック・バン共通）、マニュアルエアコン（バンのみ）などを特別装備した特別仕様車「VX V30 SPECIAL EDITION」を発売。
- 1997年12月 - 一部改良。ダンプ、パネルバンを除き全て3気筒SOHC12バルブECIマルチエンジンおよび異形ヘッドランプ化。これに伴い2WD全車が12インチタイヤ&12インチホイールおよびフロントディスクブレーキ化された。
- 1998年2月 - トラック、およびバンの各2WD車に12インチタイヤ&12インチホイールとフロントディスクブレーキ等を標準装備した最廉価グレードの「V」を発売。ただし、組み合わされるエンジン、およびトランスミッションは3気筒SOHC6バルブシングルキャブレター&4速MTに格下げとなり、さらにヘッドランプがSAE規格の角型2灯式に格下げとなる。

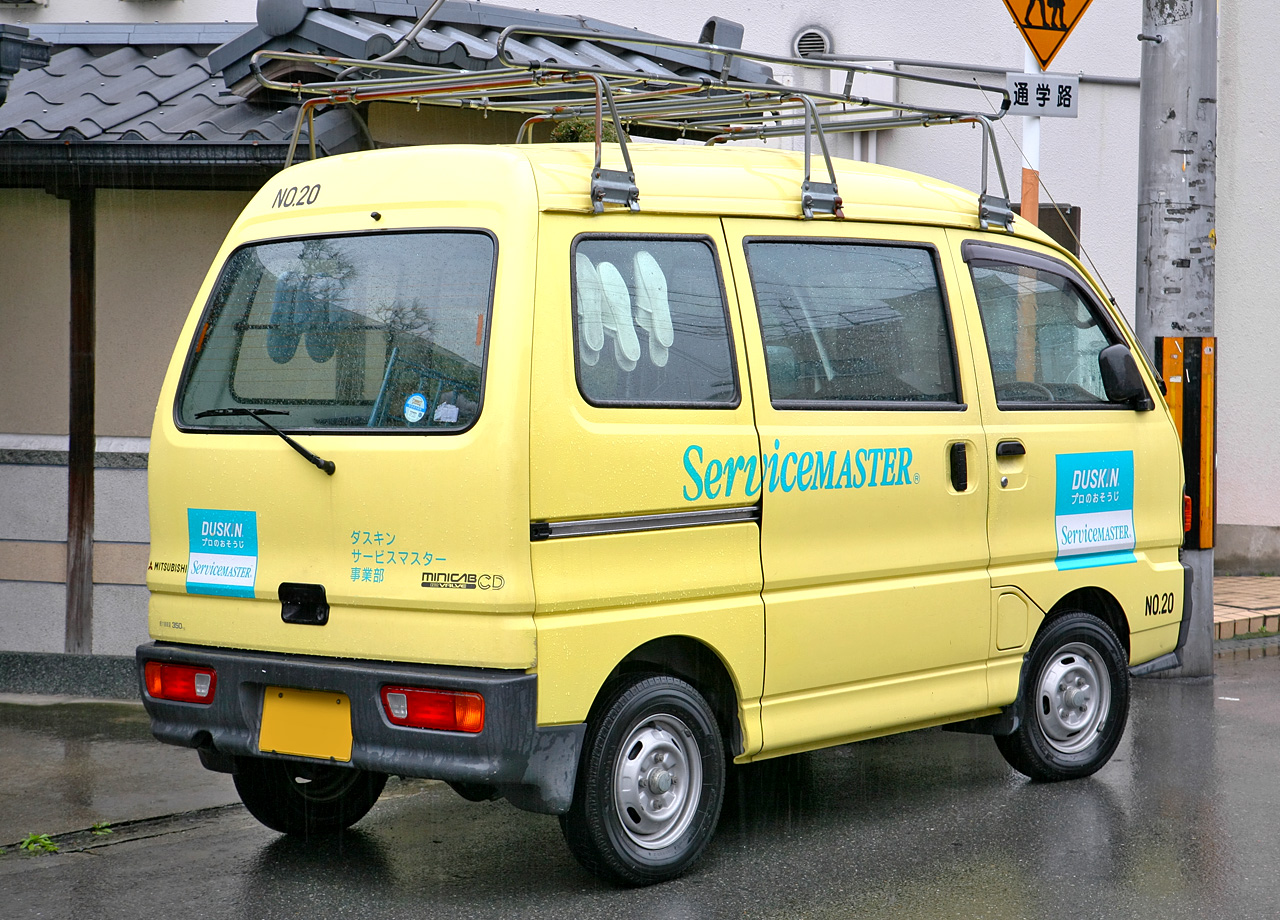
バン 2WD（U41V・1994年改良型・リヤ）
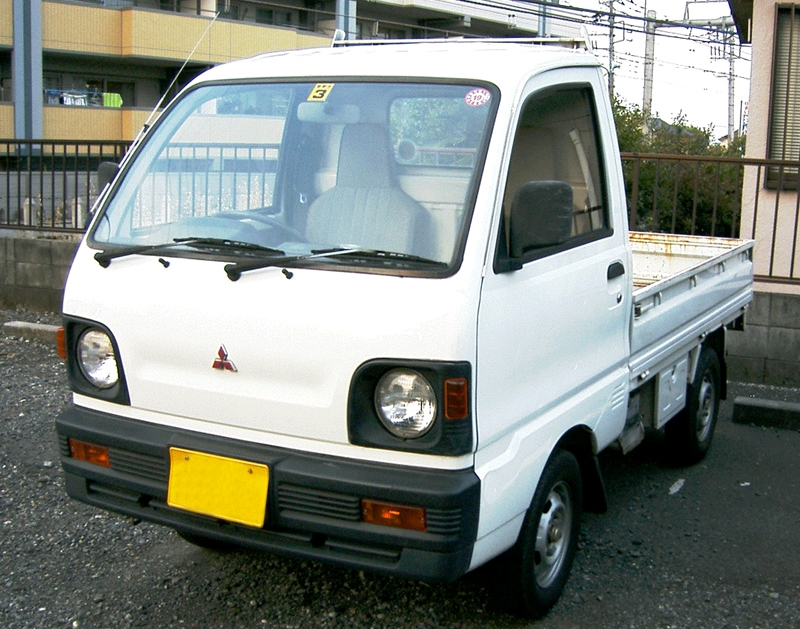
トラック 2WD（U41T・1991年販売型）
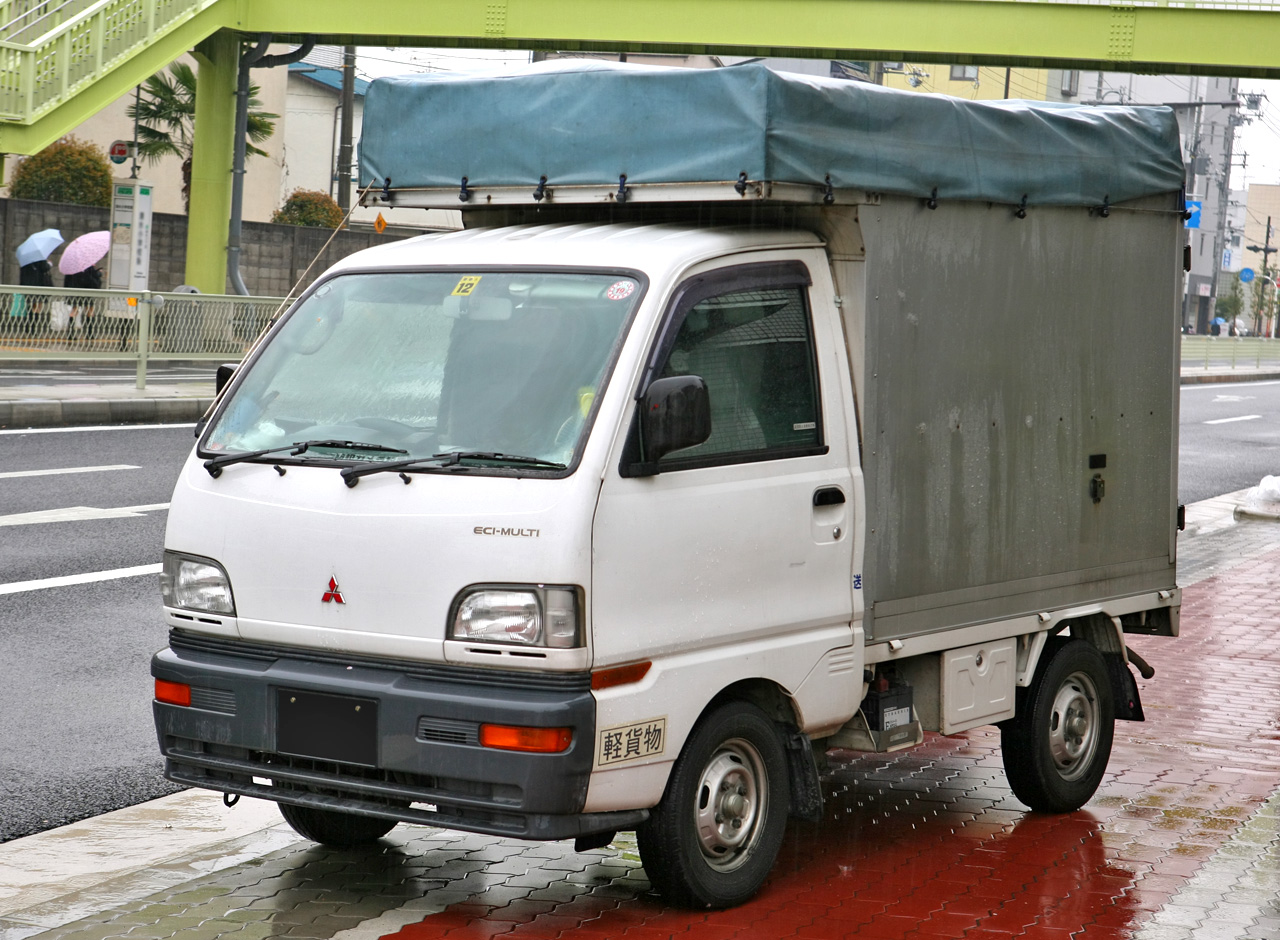
トラック 2WD（U41T・1997年改良型）
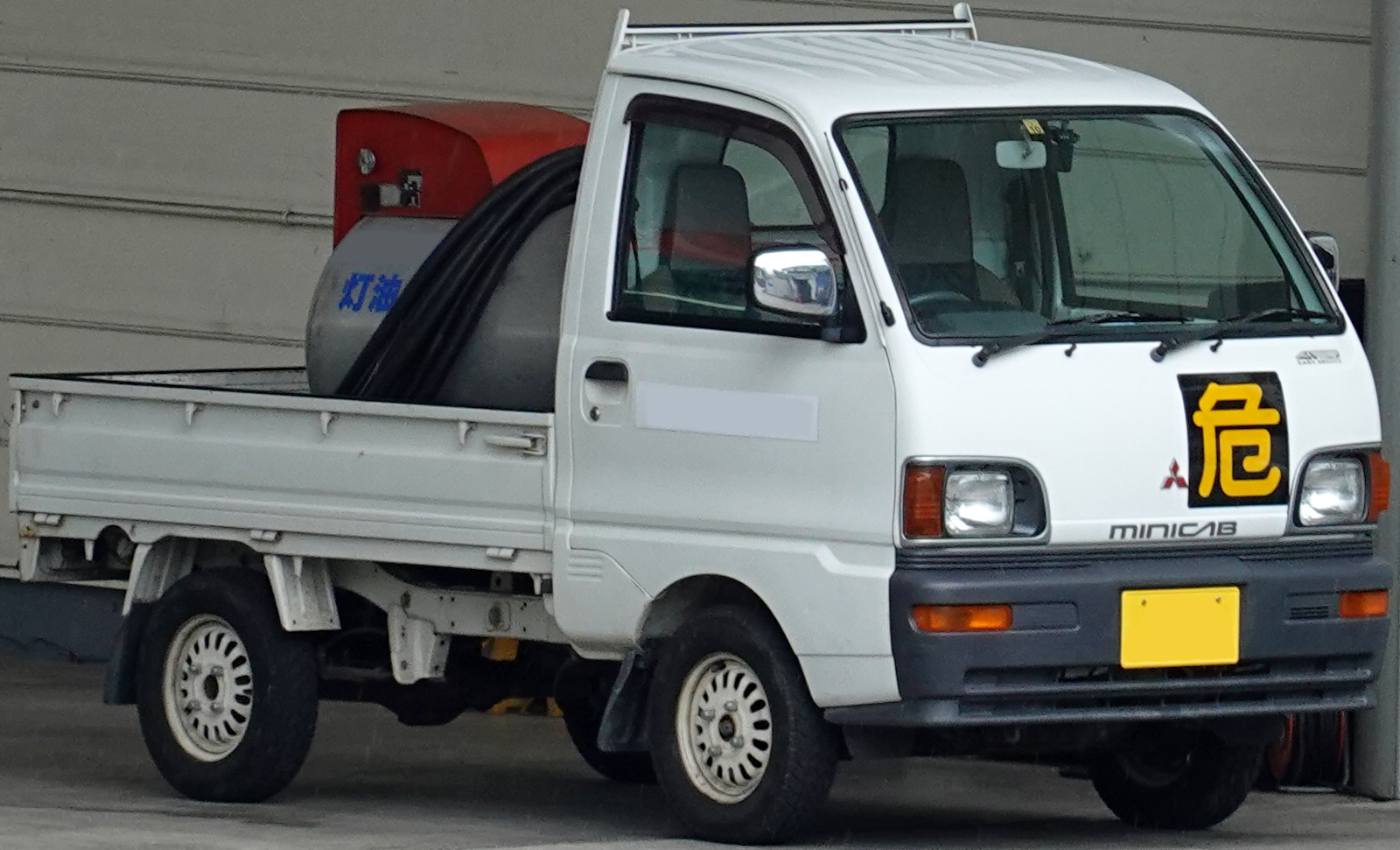
トラック 4WD V30 SPECIAL EDITION（U42T・1996年改良型）
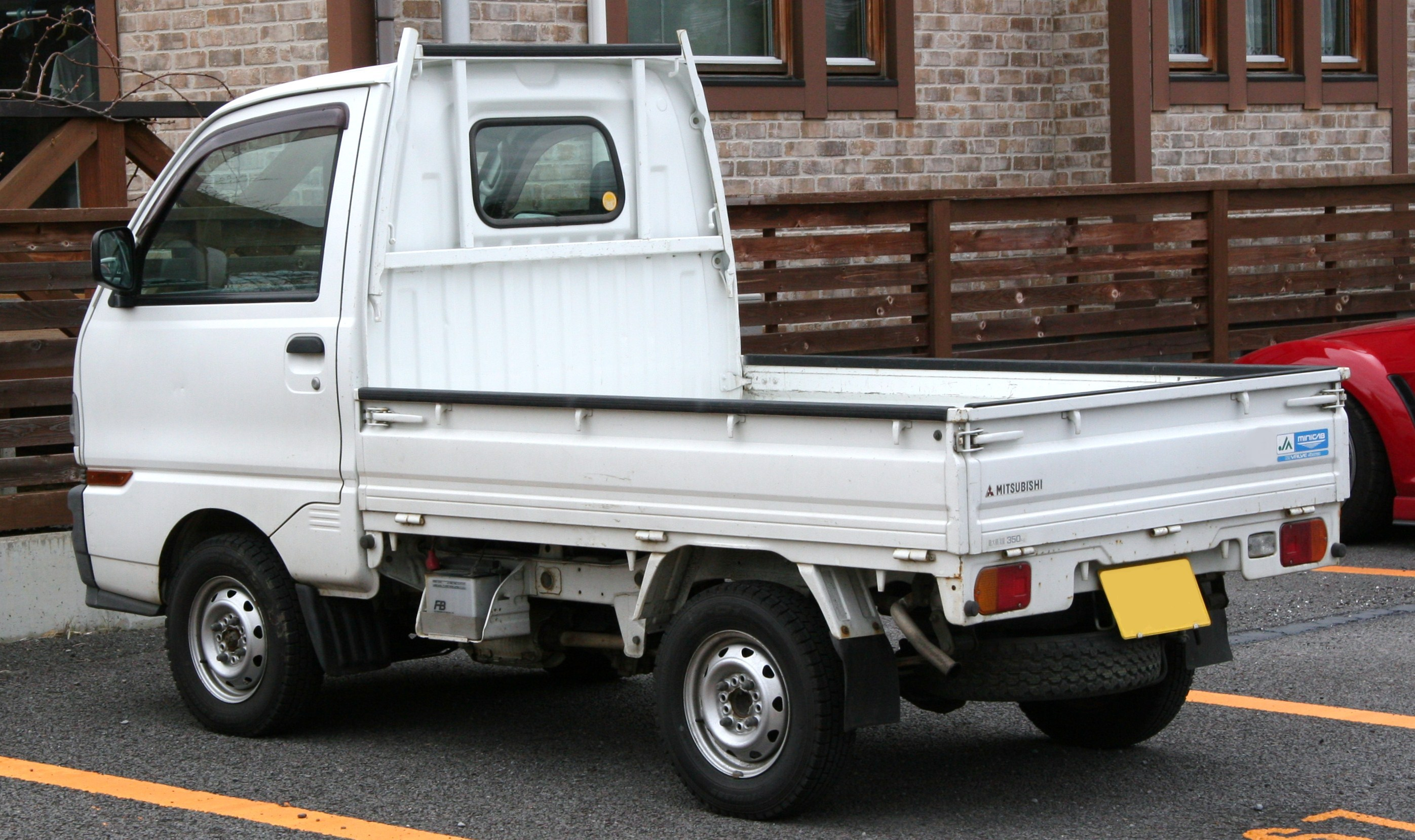
トラック 4WD JA仕様 （U42T・1996年改良型・リヤ）
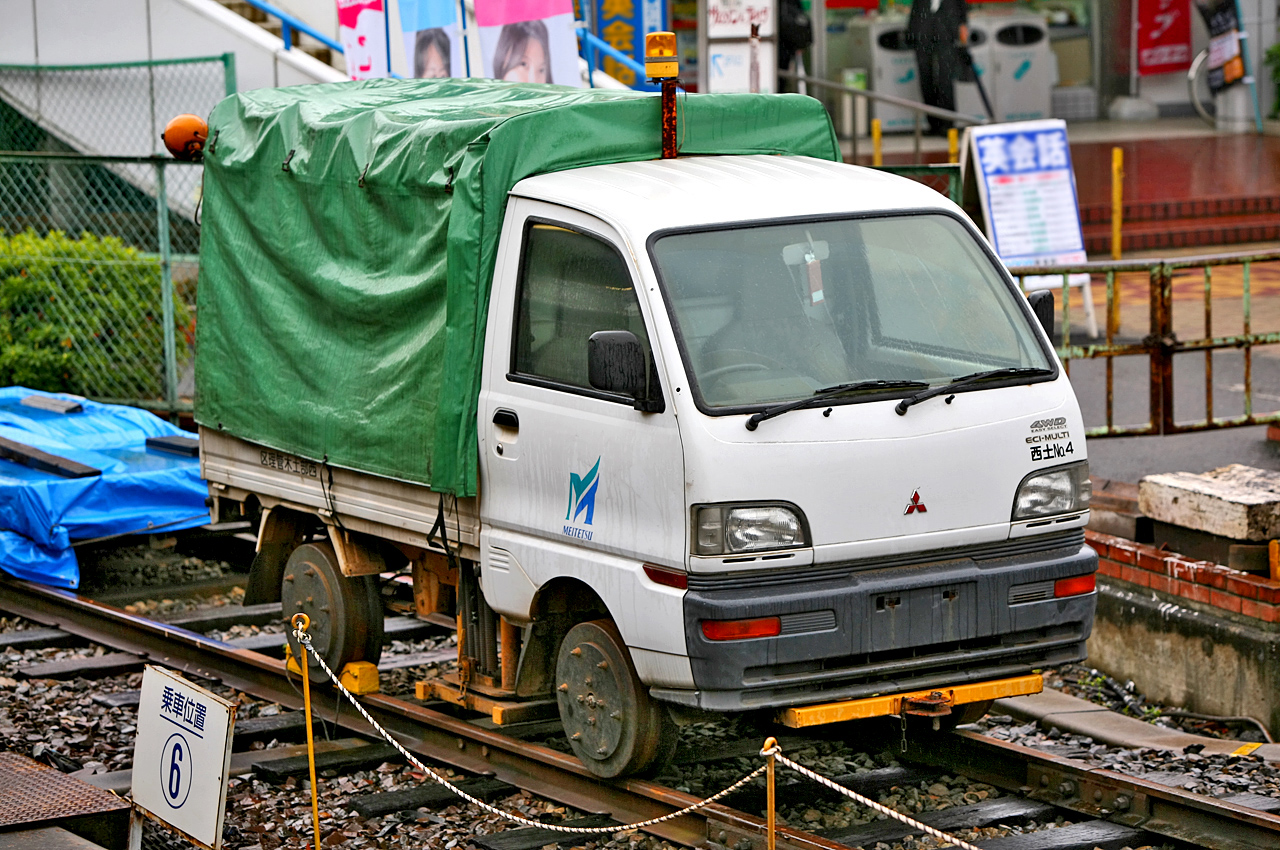
トラックの4WD仕様（U42T）を改造した名古屋鉄道の保線モーターカー仕様車

## 6代目（U60系）
前軸を前進させクラッシャブルゾーンを確保した形状となるが、エンジン搭載位置は運転席下のため構造上はキャブオーバーとなる。軽トラック及び軽1BOX、NA車初の4ATがラインナップされるなど軽トラックでは少なかったATの拡充をはかるなどAT全盛のニーズの対応を強化。ミニキャブバンをベースに乗用グレードのタウンボックスが登場した。テールランプ形状はトラックが3色式の平行四辺形であるのに対し、前期型・中期型バンは丸型2灯式であり、さらにブレーキランプとテールランプが別々に点灯する。
台湾ではホイールベースを延長し、約1,200ccの4気筒SOHC16バルブエンジン（4A32型・76馬力）を搭載したモデルが中華菱利の名で販売されていた。
- 1999年2月 - 前年の軽自動車規格改正に伴いフルモデルチェンジ。軽トラックでは他に類を見ない室外ハイマウントストップランプをキャブ後部に設置
- 2000年12月、大規模なマイナーチェンジを敢行。特にトラックはキャビン内部の形状が若干見直されている。
- 2002年1月、一部改良。バンの4WDの5MT車のハイ / ロー切替トランスファー（副変速機）を廃止。
- 2002年8月、一部改良。バン・トラック共に優-低排出ガス（E-LEV）化される。
- 2003年8月、日産自動車へクリッパーとしてOEM供給が開始される。
- 2004年10月、バンに運転席、助手席エアバッグ標準装備。また、トラックの4ATモデル（TL）がラインナップから外れる。
- 2005年12月、一部改良。全グレードにトリップメーターやヘッドランプレベライザー等を標準装備。日産クリッパーも同時に一部改良。
- 2006年
  - 5月30日 - 誕生40周年を記念した特別仕様車「40周年記念スペシャル」を発売[5]。メッキフロントグリル、ハウジング部を光輝タイプとしたヘッドランプに加え、ボディ同色（ホワイトソリッド）の大型ドアミラーを採用し、特別感のある外観を演出した。内装では、シート生地をファブリック化するとともに、インパネのセンターパネルを木目調とした。バンは、フロントドアのパワーウインドウ化や、キーレスエントリーシステム、プライバシーガラス、スピーカー内蔵AM/FMラジオを標準装備とした。
  - 12月 - 一部改良。サイドミラーをピボットタイプ（縦長）に統一、40周年記念特別仕様車の装備をグレード化などの仕様変更。また、トラックにリブラグタイヤとリヤ強化サスペンションなどを採用した農業仕様「みのり」を追加する。
- 2007年
  - 10月 - 燃料としてガソリンと圧縮天然ガス（CNG） を併用できる特装車「ミニキャブ バイフューエル」を発売。ガソリンとCNGの併用で840km（公称値）の航続距離を確保できるとしている。
  - 12月 - マイナーチェンジ。フロントグリルのデザインを一新したほか、インストパネルを2トーンカラーに変更、後席に3点式ELRシートベルトを追加、液晶トリップメーターがA・B2区間対応になるなどの改良を施した。また、追加装備「ラグジュアリーパッケージ」の内容を変更して「エクシードパッケージ」に変更した。
- 2008年12月 - 一部改良。一部グレードを除いてハイマウントストップランプやエアコン、パワステの標準装備化、標準装備オーディオの変更を実施。
- 2009年
  - 10月 - パーソナルユースにも向く専用ボディカラー「ブラックマイカ」を採用すると共にメッキフロントグリル、光輝タイプヘッドライトハウジングを特別装備し、見栄えを向上させた特別仕様車「黒トラ」「黒バン」発売。「黒トラ」は「Vタイプ（エアコン付）」、「黒バン」は「CD（ハイルーフ）」をそれぞれベースにし、AM/FMラジオ（デジタル時計付・スピーカー内蔵）を標準装備化、「黒トラ」にはさらにパワーステアリングも標準装備化された。
  - 12月 - 一部改良（2010年1月販売開始）。フロントグリルをボディ同色に変更（トラックの「エクシードパッケージ」はメッキ仕様、バンは「CD」・「CJ」が対象）。インパネとメーター、ステアリングホイール（トラックは運転席SRSエアバッグ装備車が対象）を新デザインに変更すると共に、メーターに半ドア警告灯を追加、インパネ両側にカップホルダーを新設し、ラジオをAMのみからAM/FMに変更した（バンは「CS」・「CD」が対象）。トラックでは「パネルバン」にハイマウントストップランプとラゲッジルームランプを、「楽床ダンプ」にパワーステアリングをそれぞれ追加した。「Vタイプエアコン付車」は廃止となり、マニュアルエアコンはパワーステアリングとのセットオプションとなった。バンでは一部グレードにオプションカラーの「ミスティックバイオレッドパール」を追加した。特別仕様車の「黒バン」・「黒トラ」は販売を継続する。また、ミニキャブバンとミニキャブトラックに燃料をLPガスを使用する特装車「ミニキャブMPI-LPG」を設定。LPGだけを使用する方式ながら約500kmの航続距離を持つと同時に、LPG車初の75%減超低公害車☆☆☆☆をクリアする（2012年現在も市販中）。
- 2010年8月 - 一部改良。エンジンのフリクション低減等の改良を行い、燃費を向上。バンの2WD車は「平成22年度燃費基準+10%」を達成した。また、トラックの運転席・助手席のシートバック側面部とバンの運転席・助手席・後席の表面をそれぞれニットに変更した。さらに、5年目以降の車検入庫時に保証延長点検（24ヶ月定期点検相当）を受けることを条件に適用される「最長10年10万km特別保証延長」の対象車種となった。

同時にトラック「VX-SE」をベースに、クールシルバーメタリックの専用ボディカラー、光輝タイプのヘッドランプ、メッキフロントグリル、ボディ同色ドアミラーを装備した特別仕様車「銀トラ」を、バン「CDハイルーフ」およびダブルキャブ「CL」をベースに、エアロパーツ等を装備した特別仕様車「ROAR Complete」をそれぞれ発売。これと入れ替わりに特別仕様車の「黒バン」・「黒トラ」はそれぞれ廃止された。
- 2011年11月 - 一部改良。全グレードでフロント周り・リア周りを刷新するとともに、フロアコンソールに備えられていたカップホルダーが廃止され、さまざまな用途に対応するシンプルなボックス形状に変更された。バンでは、ハイルーフ車はリアゲートもデザインが変更され、ハイマウントストップランプをLED化。また、「CL」ではメッキフロントグリル、ボディカラー同色ドアミラーを採用し、前席ヘッドレストを大型化（ヘッドレストの大型化は「CD」「CL」、トラックにも適用）。ボディカラーには新色の「チタニウムグレーメタリック」を追加した。「CD」・「CL」は従来からの装備はそのままに車両本体価格を引き下げたため、「CS」を廃止した。日産向けのOEM車クリッパーは、「NV100クリッパー」（バン）「NT100クリッパー」（トラック）に車名が変更された。
そして、この改良を機にタウンボックス及び日産向けのOEM車クリッパーリオは廃止され代替機種として、乗用・レジャー用の充実グレード「ブラボー」を追加。本グレードでは「CL」と同じメッキフロントグリルとボディカラー同色ドアミラーに加え、ボディカラー同色ドアハンドル、フルホイールカバーを装備してスタイリッシュな外観とするとともに、AM/FMラジオ付CDプレーヤー+2スピーカー、タコメーター、ABS、UVカットガラス（フロントドア）などを装備し機能も充実。シートは生地をファブリック素材に変更し、座面に厚みを持たせて座り心地を高めたヘッドレスト別体式となり、後席はセパレートシート化。さらに、タウンボックスにもラインナップされていた「3気筒SOHC12バルブ・インタークーラーターボエンジン」車も追加され4代目以降ラインナップされることのなかった過給機搭載車となる。ステアリングホイールやセンターパネルにシルバーのアクセントを加え、外観にはマフラーカッターがついた。ライバル車とは異なり最大積載量の変更は行われていない。

バンおよびMiEVに装着された新デザインのリヤコンビランプはダイハツ・ハイゼットカーゴ / トヨタ・ピクシスバン/スバル・サンバーバンと共用の部品となったため、ダイハツの刻印が入っている。
- 2012年
  - 7月 - 一部改良。バン・トラック共に安全に関する法規制強化に対応し、バンはドアラッチとヒンジの強度認証に対応。トラックはこれまでメーカーオプション設定だった運転席エアバッグとシートベルトプリテンショナーを標準装備化し、価格改定を行った。
  - 12月 - 一部改良。2013年1月から施行される灯火器及び反射器等に関する法規に対応するため、トラック（特装車の一部を除く）に後方反射板を追加し、夜間の積み降し作業時や乗降時の安全性を向上。また、シート生地の変更により質感を向上したほか、グレード体系の見直しを行い、トラックの「パネルバン」を廃止した。併せて、JC08モード燃費に対応した。
- 2013年
  - 8月 - 2014年春より、ガソリン車の自社製造を撤退し、スズキより、エブリイ / キャリイのOEMを受け、次期型を販売することが発表された[6]。
  - 11月末 - NV100クリッパー/NT100クリッパーのフルモデルチェンジに伴い、日産自動車へのOEM供給を終了。
  - 12月末 - ガソリン車の自社製造を終了。以後は在庫のみの販売となる。
- 2014年2月26日 - ガソリン車の販売を終了となったが、電気自動車は引き続き販売する。

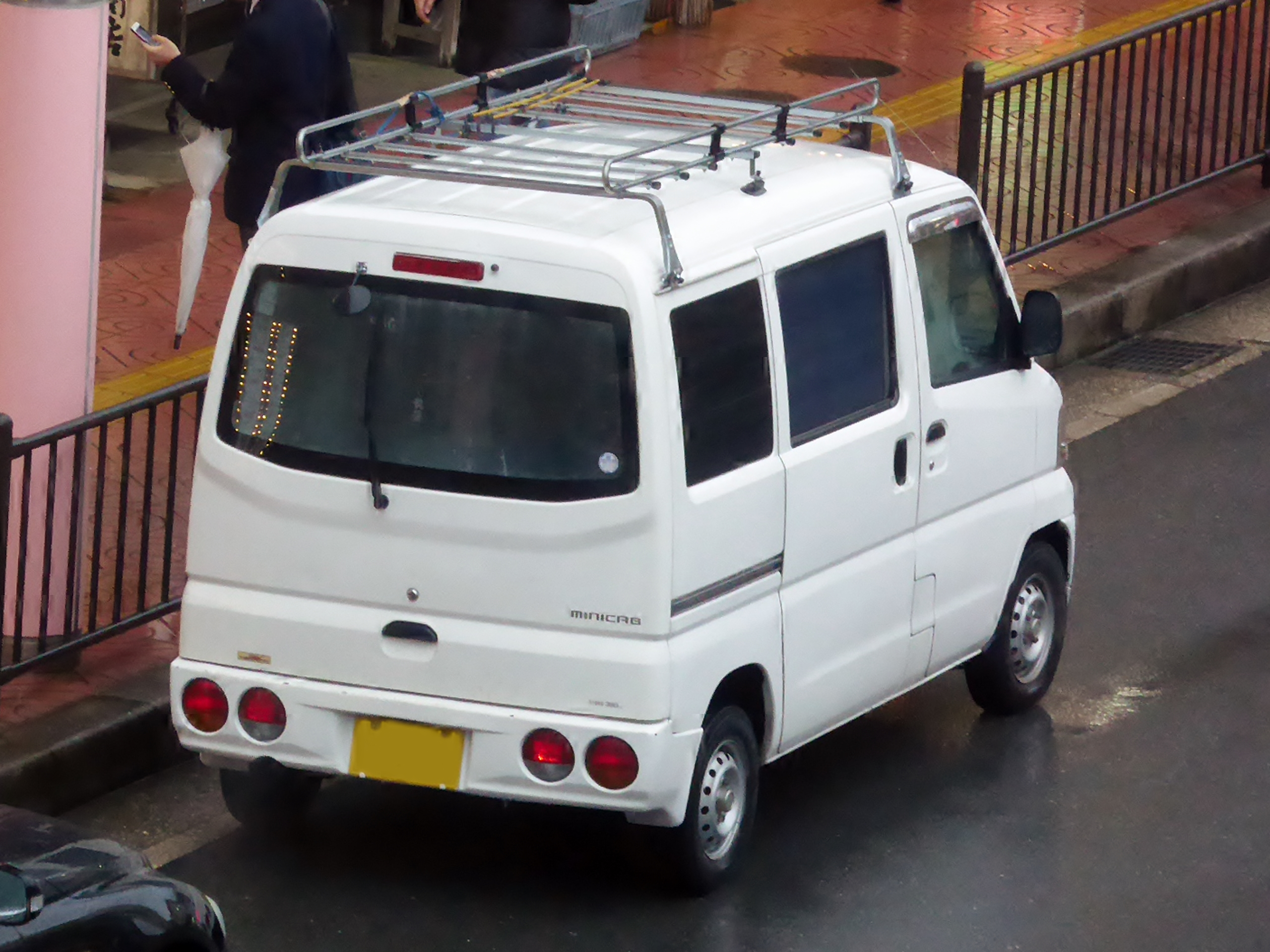
バン LE-U61V型（2011年改良前）リヤ
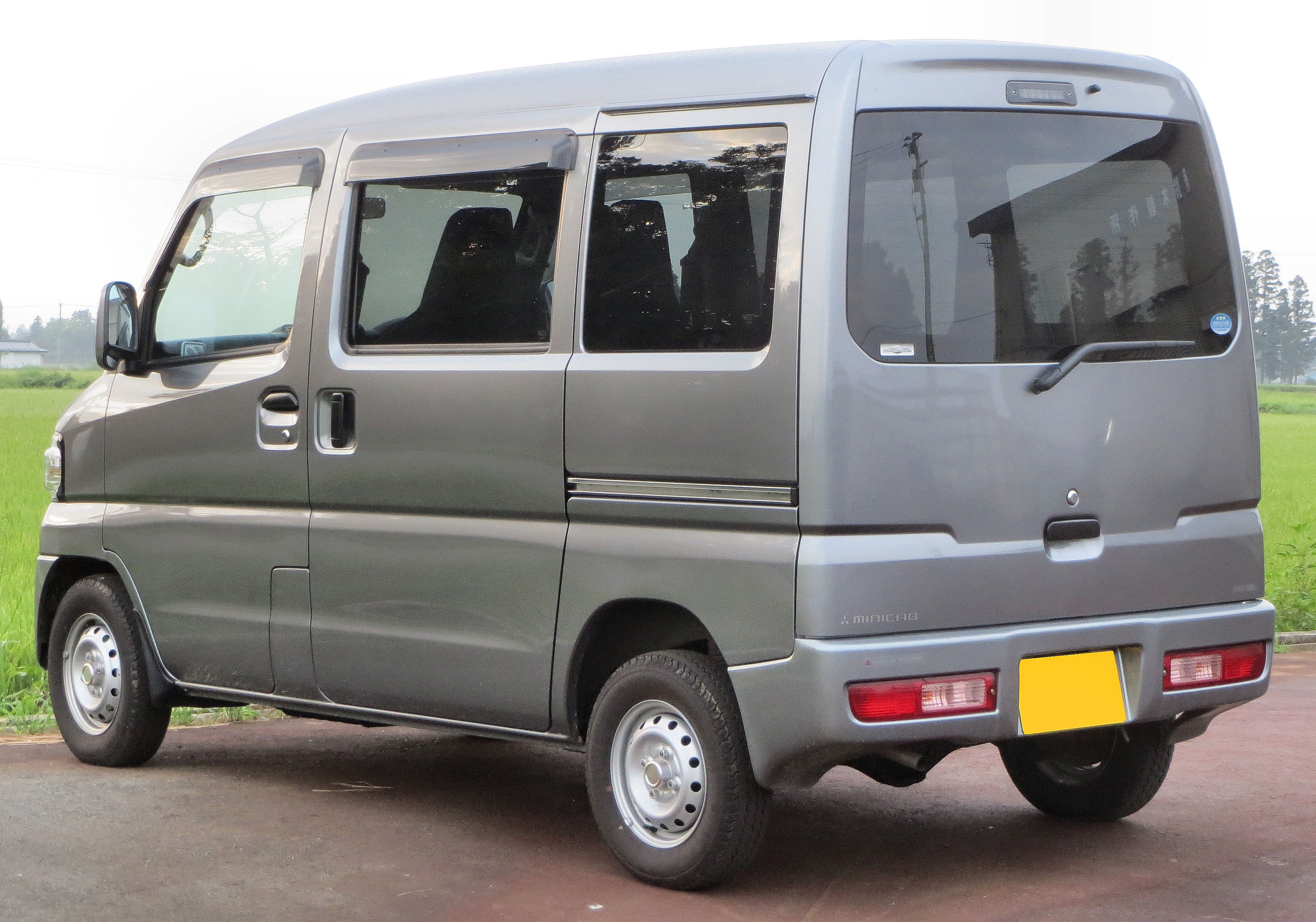
バン CL 4WD （2011年改良後）リヤ
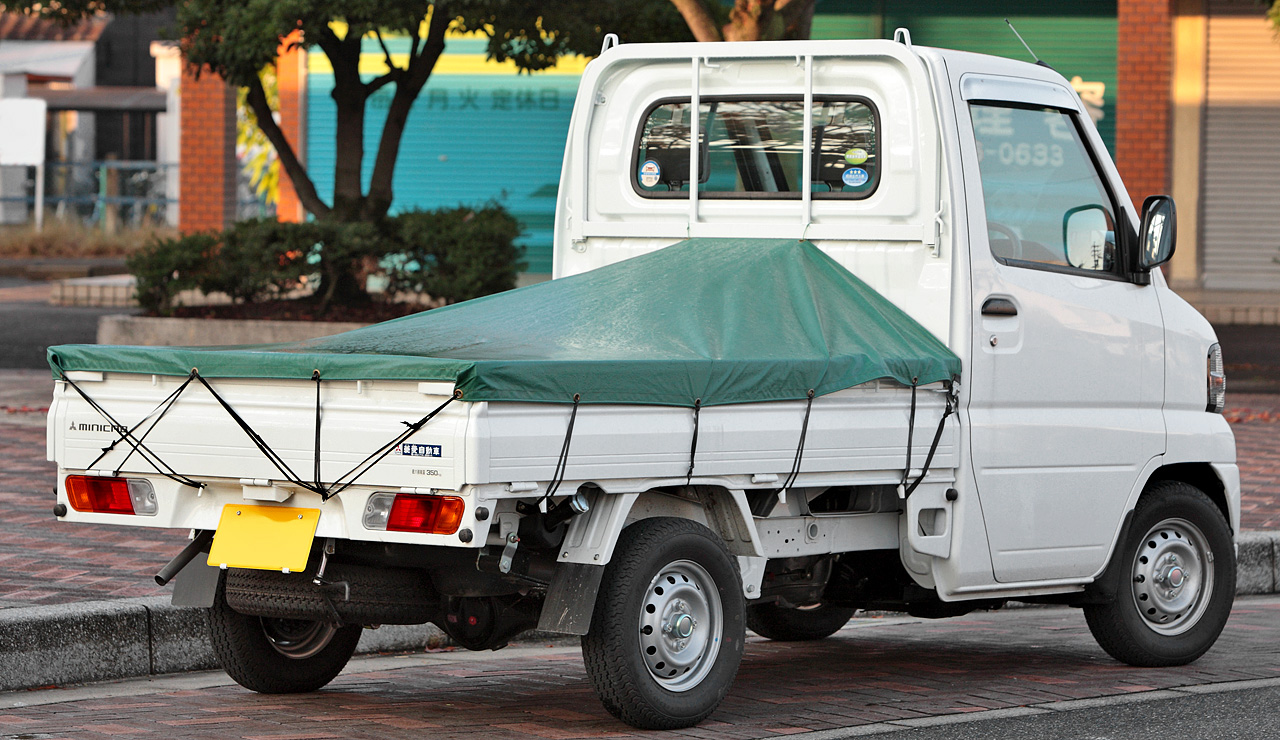
トラック リヤ
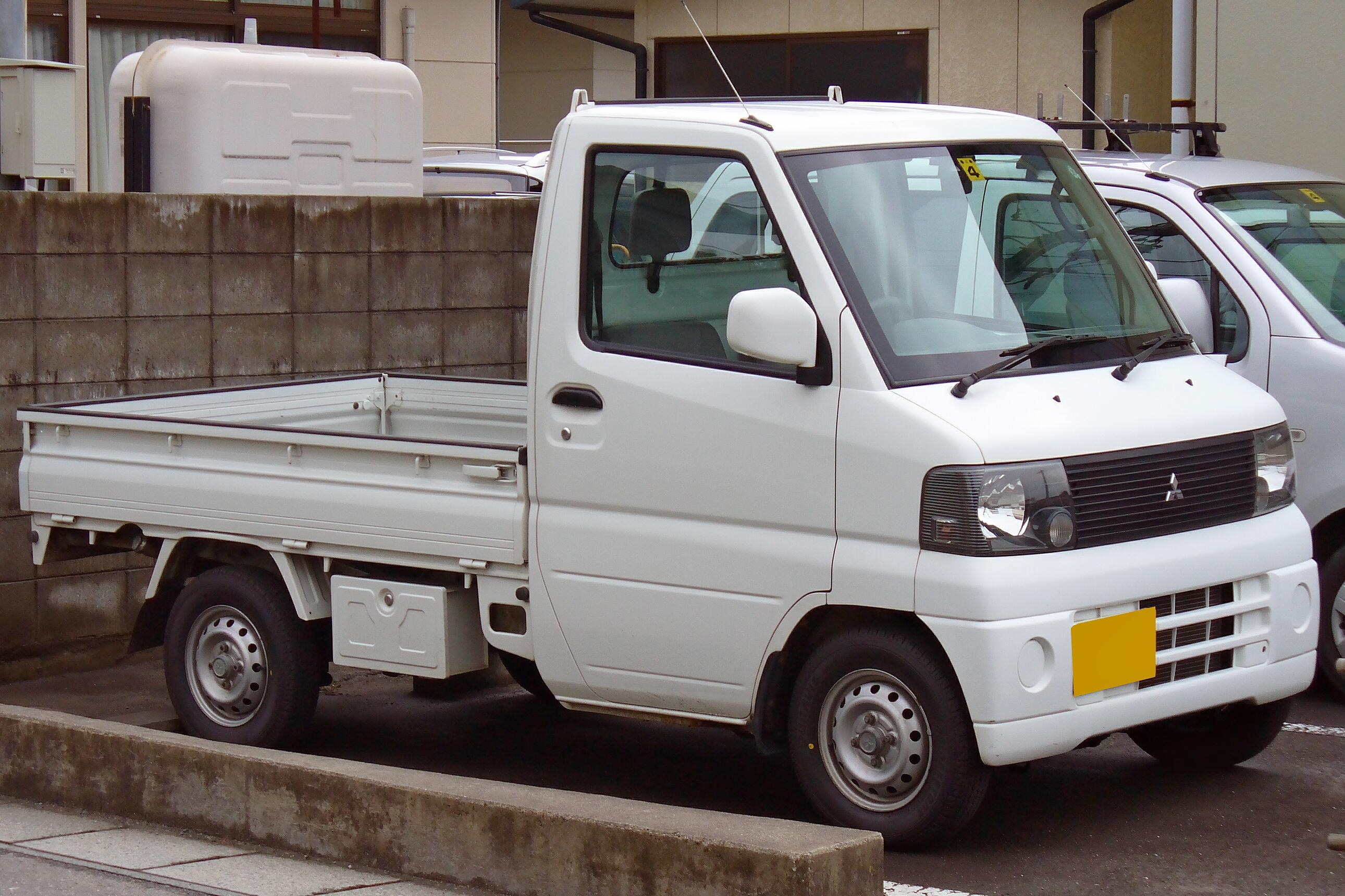
トラック（2000年改良型）
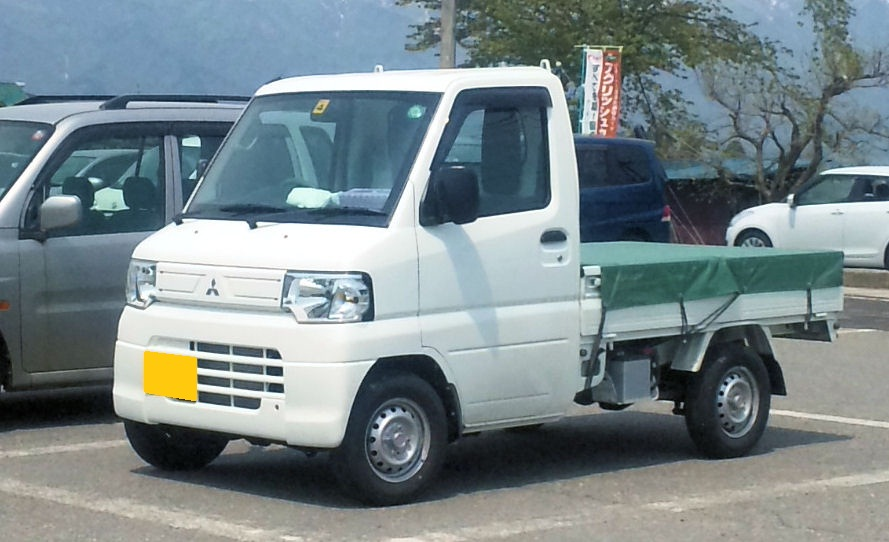
トラック4WD （2011年改良型）
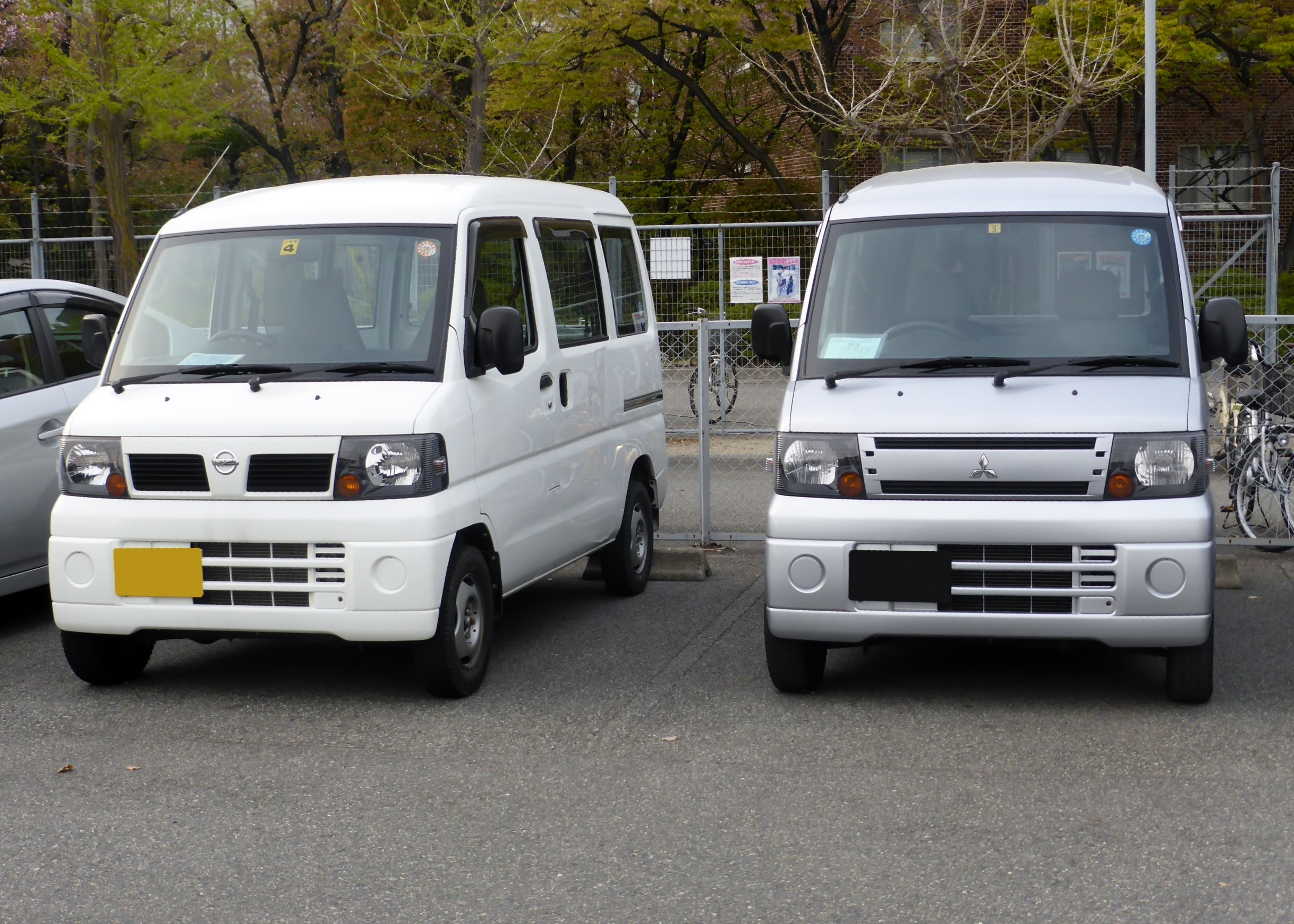
クリッパーとの比較
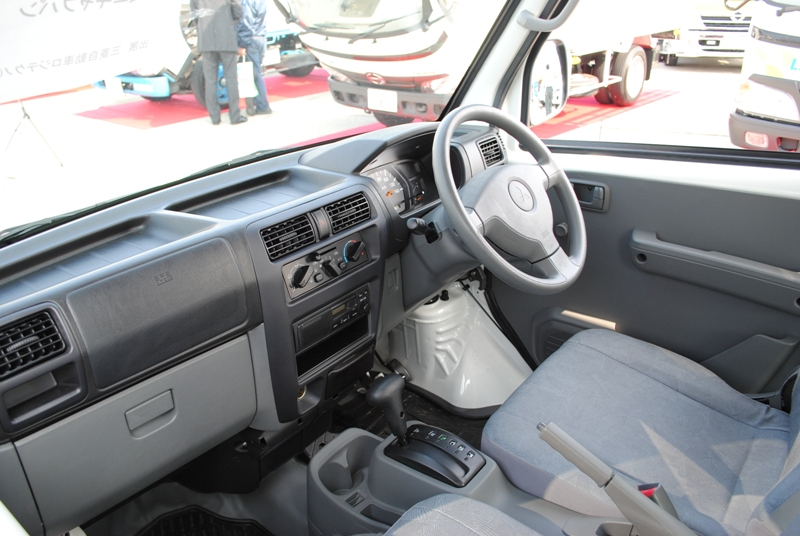
車内

### ミニキャブ・ミーブ
i-MiEVの技術を活用した電気自動車。2011年12月8日に販売を開始した当時はバン 2WDのみで、「CD」グレードがベースとなる。搭載されるバッテリーは容量（一充電あたりの走行距離）が異なる2種類が設定され、東芝製のバッテリーを積んだ10.5 kWh（約100 km）と16.0 kWh（約150 km）が用意される。ガソリン車に比べて車両重量が200 kg重くなり、スペアタイヤは車内に移設、運転席の計器はi-MiEVに準じたデザインになる。追って2012年12月に『ミニキャブMiEVトラック』も発表、こちらは「VX-SE 10.5kWh」のみのモノグレードで、搭載されるバッテリーは10.5 kWhのみとなる。
ガソリンエンジン車の生産が終了した2014年1月からは、三菱が自社生産する唯一の商用車であった。2023年現在も発売されているミニキャブ・ミーブバンの基本設計は1999年のガソリン車登場時からほとんど変わっていないため、2000年代に入ってから2回フルモデルチェンジを受けたエブリイやハイゼットカーゴのそれと比べるとはるかに古く、見劣りは顕著であるが、クラスでは唯一のEVであるゆえに、脱炭素化の取り組みを加速する物流業界や自治体などで導入されている。また車両統合制御技術「MiEV OS（MiEV Operating System）」 を搭載していた。
なお、 ミニキャブ・ミーブトラックには「電トラ」という愛称がついていた。
また、2011年11月には、スズキに対しミニキャブ・ミーブのOEM供給に向けた話し合いがなされ、実際に型式認定もされ2012年2月には12台がスズキ・EVエブリイとして製造されたとみられるものの市販には至らなかった。
- 2010年10月 - プロトタイプ車をヤマト運輸に貸与して配送車としての実証実験を開始。
- 2011年
  - 4月1日 - ミニキャブMiEVの予約受付を開始[11]。
  - 5月 - 自動車技術展:人とくるまのテクノロジー展に出品。実証実験に参加したヤマト運輸が100台を発注[12]。
  - 11月 - 公式発表（12月8日販売開始）。グレード体系は「CD（10.5 kWh）」と「CD（16.0 kWh）」の2グレードで、いずれのグレードにも2シーターと4シーターが設定される。また、「CD（10.5 kWh）」はハイルーフのみだが、「CD（16.0 kWh）」には標準ルーフとハイルーフが設定される。「CD（16.0 kWh）」は定員（座席数）で価格が異なるが、車体については標準ルーフ、ハイルーフともに同一価格である。
- 2012年
  - 10月 - 幕張メッセで開催された「CEATEC JAPAN 2012」の特別企画展で翌2013年年初に発売予定の『ミニキャブMiEVトラック』を出品した[13]。また筑波サーキットで開催された日本EVフェスティバルでも展示された。
  - 12月26日 - 『ミニキャブMiEVトラック』を公式発表（2013年1月17日販売開始）[14]。グレード体系は「VX-SE 10.5kWh」のみのモノグレードで、急速充電機能がオプションで用意される。
- 2013年11月14日 - 『ミニキャブMiEVバン』を一部改良。運転席シートヒーターの範囲を背面に拡大するとともに、新たに助手席シートヒーターをオプション設定するなど装備内容の充実を図りながら、車両本体価格を「CD（10.5 kWh）」は23.49万円、「CD（16.0 kWh）」は37.225万円の大幅値下げを行い、平成25年度クリーンエネルギー自動車等導入対策費補助金の上限額適用で実質負担額155万円台からの価格設定になった。「CD（16.0 kWh）」の2シーター仕様はハイルーフのみの設定となった。
- 2014年2月27日 - ミニキャブバンは7代目（DS64V型）にフルモデルチェンジを行ったが、ミニキャブ・ミーブは引き続き継続販売されている。
- 2014年10月9日 - 一部改良[15]。アクセルオフによる回生ブレーキで強い減速度を感知した場合にブレーキペダルを踏むことなくストップランプが自動点灯して後続車に注意を促す機能と、傾斜のある駐車場などでの充電中にパーキング以外にシフトチェンジした場合に車両の動き出し防止のためにブザーを鳴らしてドライバーに警告する機能の2点を全車に標準装備。さらに、『ミニキャブMiEVトラック』にはキーレスオペレーションシステムのメーカーオプション設定を追加した。併せて、全車で車両本体価格の値下げも行われた。
- 2015年7月29日 - 一部改良[16]。全車に急速充電機能を追加し、車両本体価格の値下げが行われた。
- 2016年
  - 8月30日 - 燃費の偽装が発覚し、実際よりも良い数値を届け出していた旨を発表。これにより、当分の間、製造および販売を停止。同時にホームページも一時閉鎖。
  - 9月9日 - バン「CD（16.0 kWh）」とトラックの現行モデル（2015年7月一部改良モデル）において、バン「CD（16.0 kWh）」の交流電力量消費率及び、トラックの一充電走行距離を修正。バン「CD（16.0 kWh）」の一充電走行距離、及び、トラックの交流電力量消費率は修正前と同数値となる。
- 2017年
  - 1月26日 - 『ミニキャブ・ミーブバン』を一部改良[17]。グレード体系を整理し、「CD（10.5 kWh）」の2シーター・ハイルーフ並びに「CD（16.0 kWh）」の4シーター・標準ルーフを廃止したことにより、全車ハイルーフのみ、2シーターは「CD（16.0 kWh）」のみの設定となった。同時に装備面が強化され、充電中にエアコン等が使用可能となる空調機能を新採用し、メーカーオプション設定されているキーレスエントリーシステムのキーレスキーに乗車前の遠隔空調操作を可能にするプレ空調スイッチを追加したほか、寒冷地仕様を標準装備化し、運転席&助手席シートヒーターも標準装備。運転席・助手席パワーウインドウを新たに装備した。また、駆動用バッテリーの満充電、あるいは、満充電に近い状態における回生ブレーキ力の低下を知らせる回生ブレーキ力警告灯も装備した。
  - 5月31日 - 販売不振のためミニキャブMiEVトラックの生産終了。同年度中に在庫車の販売も終了。
- 2020年9月17日 - 一部改良[18]。グレード体系を「CD（16.0 kWh）」のみのモノグレード体系に集約し、2シーターと4シーターの2種展開とした。併せて、車両接近通報装置の法規対応に伴い、車両接近通報OFFスイッチとメーター内の車両接近通報OFF表記を廃止（キーOFF時や車両接近通報装置の故障お知らせ時のみ点灯する）、トラクションコントロールOFFスイッチの形状が変更されたほか、通報音の発生車速域を0 km/h - 35 km/hへ拡大するとともに、音量と音程が最適化された。
- 2021年3月31日 - 『ミニキャブ・ミーブバン』の生産を一旦休止（生産休止中も一部法人向けの販売は継続）。一部メディアでは生産終了とアナウンスされ[19]、公式ホームページに「ボディカラー、オプションなどがお客様のご希望に添えない場合がございます。詳しくは営業スタッフへお問い合わせください」と記載された[20]が、その後、2022年1月15日時点では、「一般販売を中断しております。一般販売再開が決まりましたらホームページでご案内致します。」に変更されていた[21]。
- 2022年
  - 1月14日 - この日から3日間開催された「東京オートサロン2022」において、移動式オフィスからソロキャンプでの利用を想定したコンセプトカー「B-Leisure Style」を参考出品した[22]。
  - 10月13日 - 一般販売を同年11月24日より再開することを発表[23]。一般販売再開に際し、荷室ユーティリティの強化、ミラー類（ルーム/ドア）の変更、オートライトコントロール・ASC（アクティブスタビリティコントロール）・メーター内インジケーターの追加、電費モードをWLTCモードに変更する約2年ぶりの一部改良が行われた。
- 2023年2月16日 - ミツビシ・モーターズ・クラマ・ユダ・インドネシア（以下、MMKI社）を通じて2024年よりインドネシアで生産することを発表。海外での現地生産はこれが初となる[24]。

（ミニキャブ・ミーブバン旧・ミーブバン新:アーカイブ）（ミニキャブ・ミーブトラック:アーカイブ）

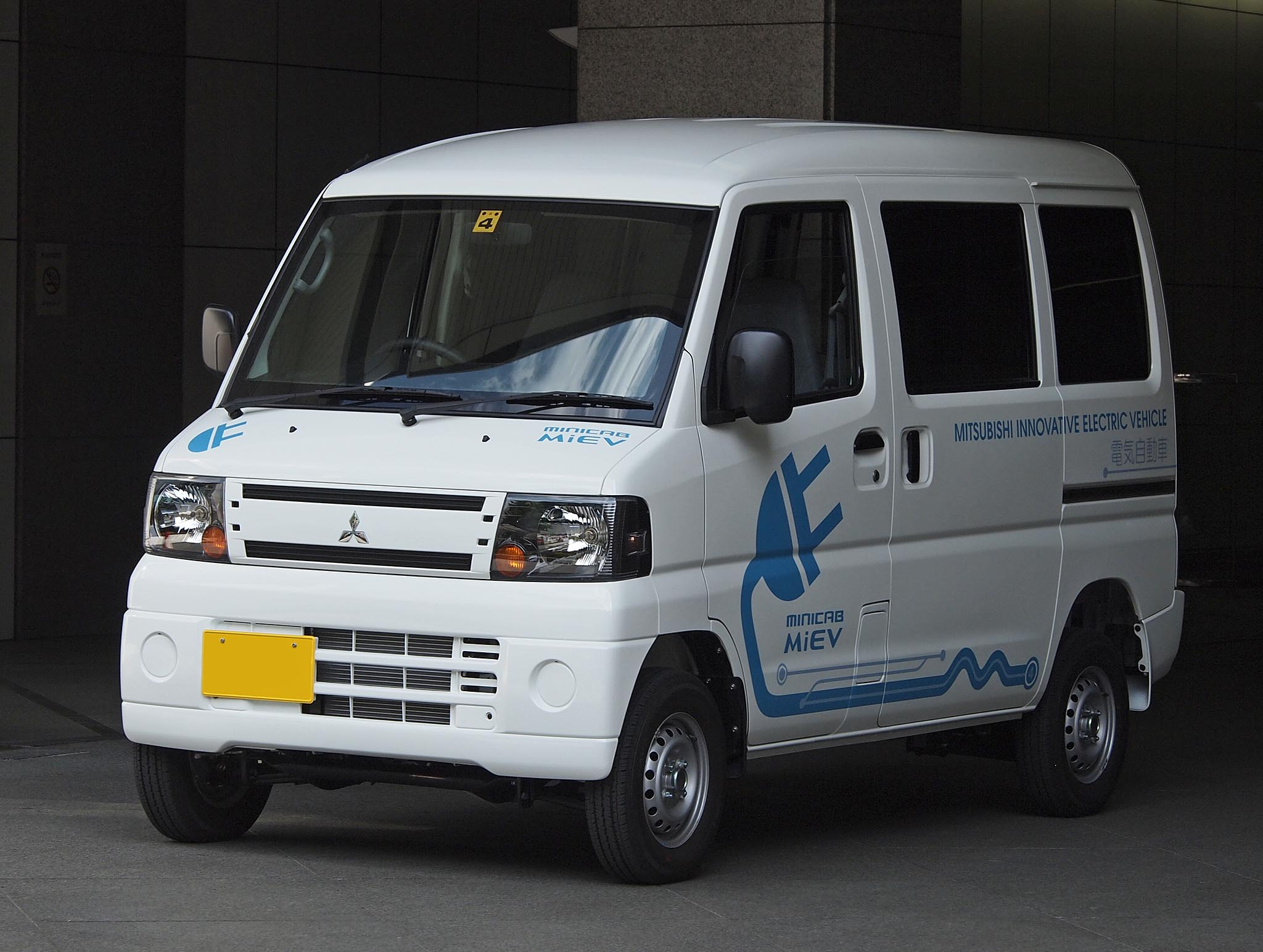
バン（プロトタイプ車）
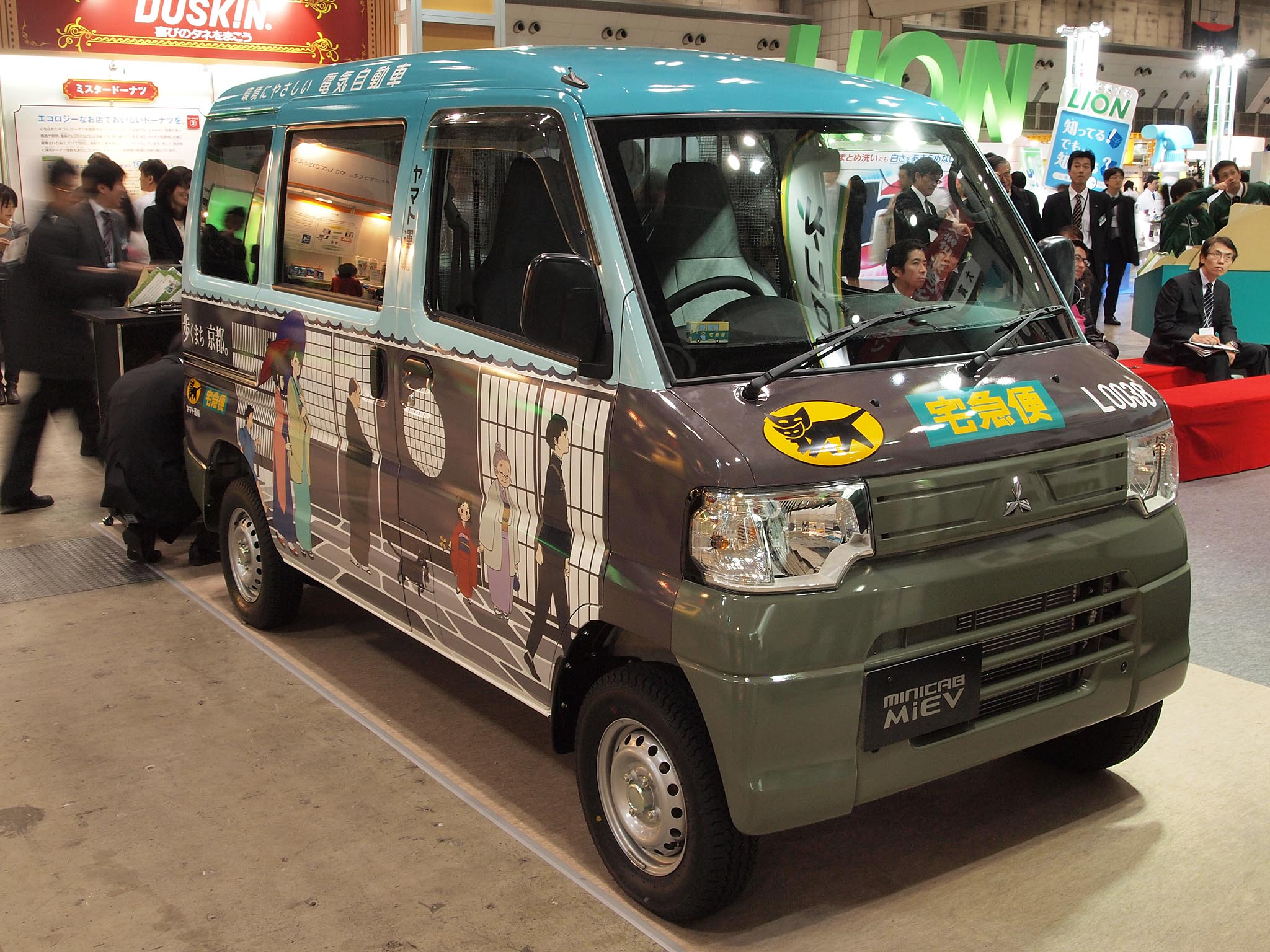
ミニキャブ・ミーブ（バン：ヤマト運輸）
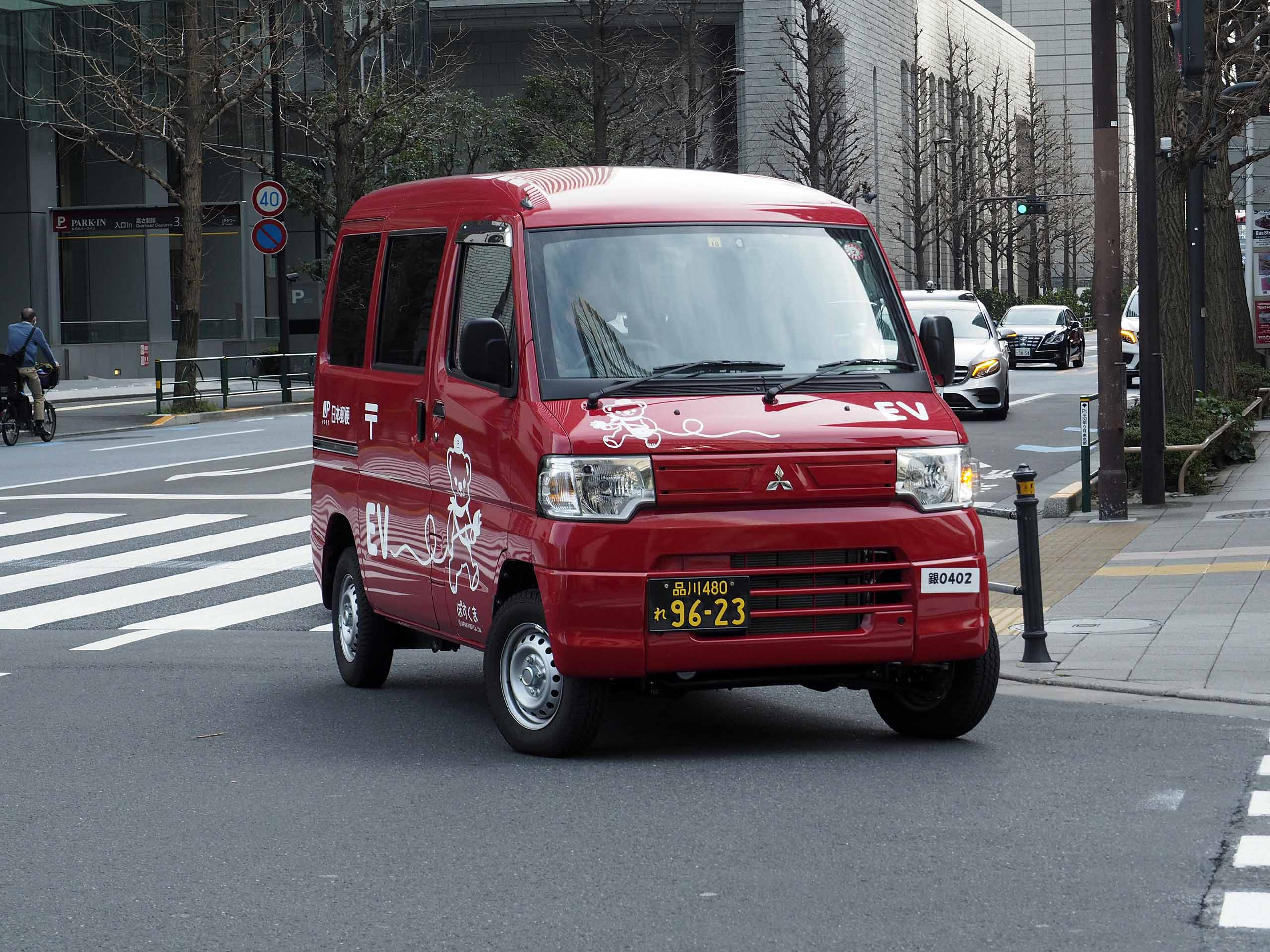
ミニキャブミーブ（バン：日本郵便）
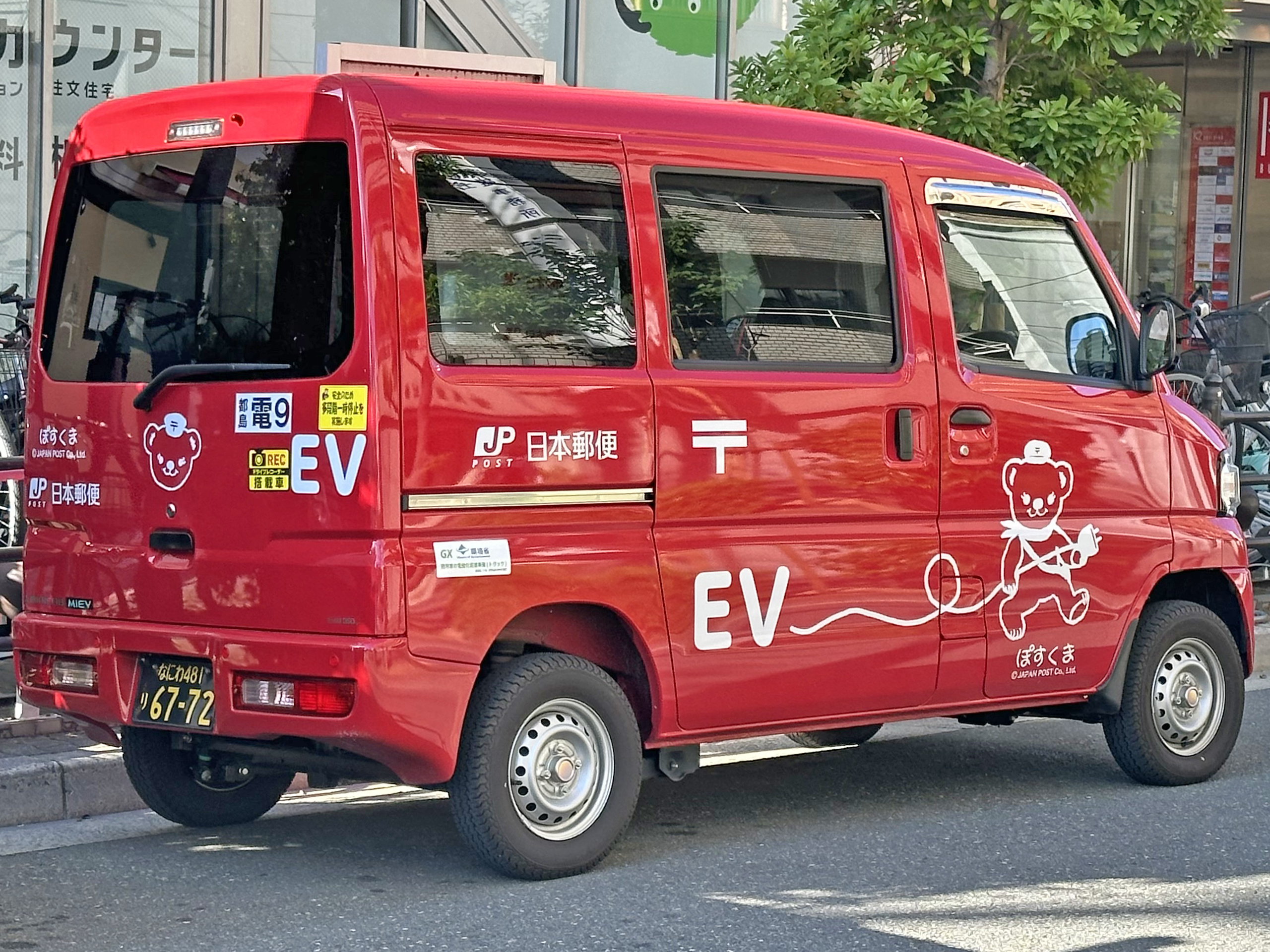
ミニキャブミーブ（バン：日本郵便）
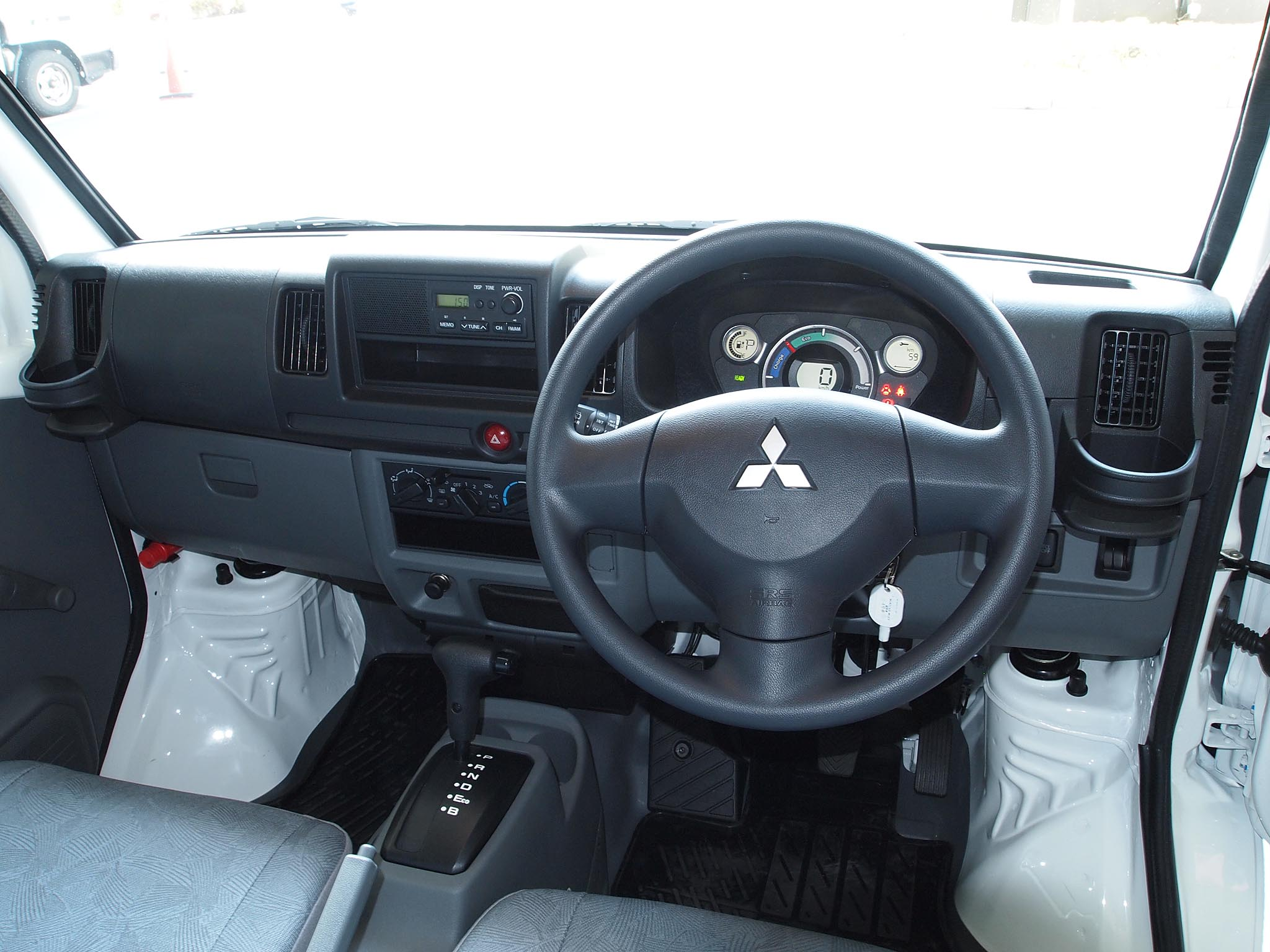
運転席
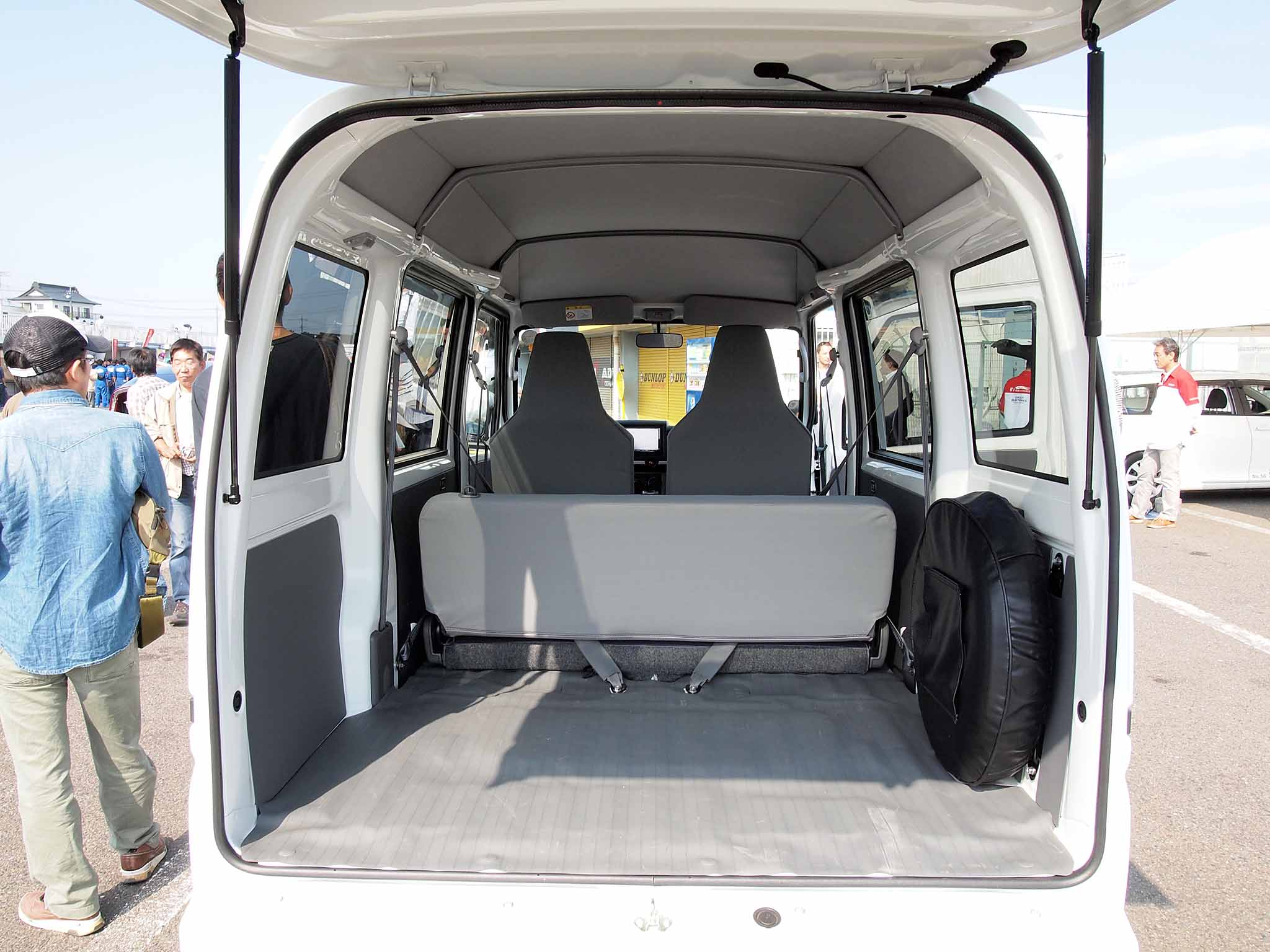
バンのスペアタイヤは車内に設置される

### ミニキャブEV
2023年11月に「ミニキャブ・ミーブ」をベースに大幅改良（ビッグマイナーチェンジ）を行い、車名を変更したバンタイプの電気自動車である。
EVシステムが新世代化され、電池容量（総電力量）を16kWhから20kWhに25%増大、モーターとインバーターを一体化構造とするなど効率も改善したことで航続距離を約35％向上させた180km（WLTCモード一充電航続距離）とした。
安全装備は「ミニキャブ・ミーブ」には装備されなかった「e-Assist」が新たに搭載され、衝突被害軽減ブレーキシステム（歩行者検知付/FCM）、誤発進抑制機能（前進時）、オートマチックハイビーム（AHB）、車線逸脱警報システム（LDW）の4点で構成される。また、急な坂道での発進時の後退を防止するヒルスタートアシスト（HSA）も装備された。
機能面ではアクセサリーコンセント（2シーターのみ、2024年3月生産開始）と充電用USBポート（Type-C/Type-A対応）がメーカーオプションに設定された。アクセサリーコンセントはフロアコンソール背面に設置され、AC100V・最大1500Wの利用が可能。充電用USBポートはインストルメントパネルに設置される。
走行性能では前後ショックアブソーバーの減衰力特性が見直され、実用電費の向上を図るため、回生ブレーキを積極的に活用するBポジション時の回生力が強められた。
- 2023年
  - 11月24日 - 発表（12月21日発売）[25]。グレードは「CD 20.0kWh」のみのモノグレードとなり、2シーターと4シーターを設定。車両本体価格は2シーターは「ミニキャブ・ミーヴ」から据え置き、4シーターは「ミニキャブ・ミーブ」から33,000円高（10%消費税込）に抑えた。
  - 12月15日 - MMKI社を通じてインドネシアでの生産を開始したことを発表。同年2月の生産発表の際に予定されていたミニキャブ・ミーブから大幅改良モデルであるミニキャブEVへ変更となり、L100 EVの現地名で同年第4四半期に発売される予定とアナウンスされた[26]。
- 2024年
  - 1月30日 - 日産自動車から本車種をベースとしたクリッパーEVを発表（2月12日発売）[27]。2013年11月末に日産自動車へのOEM供給を終了して以来、約10年3ヶ月ぶりに日産自動車へのOEM供給を再開することとなった。
  - 6月24日 - オプション装備だった急速充電を標準装備として販売を開始した[28]。
  - 7月8日 - 日本郵便株式会社から、集配用車両として「ミニキャブEV」3000台を受注し、今秋より順次納入することを発表[29]。日本郵便には「ミニキャブ・ミーブ」（ミニキャブEVの前モデル）を2013年より5000台以上納入しており、約11年間の当社製EVの使用実績を踏まえ、この度の新モデルの納入に至った
  - 8月22日 - 三菱自動車が、インドネシアで郵便サービスを行う国営郵便企業のPosINDに、「L100 EV」（日本名：ミニキャブEV）を首都ヌサンタラで納車したと発表した。なお、三菱自動社とPosINDは以前まで、2022年4月から2023年3月までの11か月間、「L100 EV」を使用した共同試験を実施し、日常の物流業務においてその有効性を確認してきた[30]。
- 2025年
  - 1月30日 - 三菱自動車が、2025年日本国際博覧会にて救急搬送用車両としてミニキャブEVを2台納車したと発表した[31]。

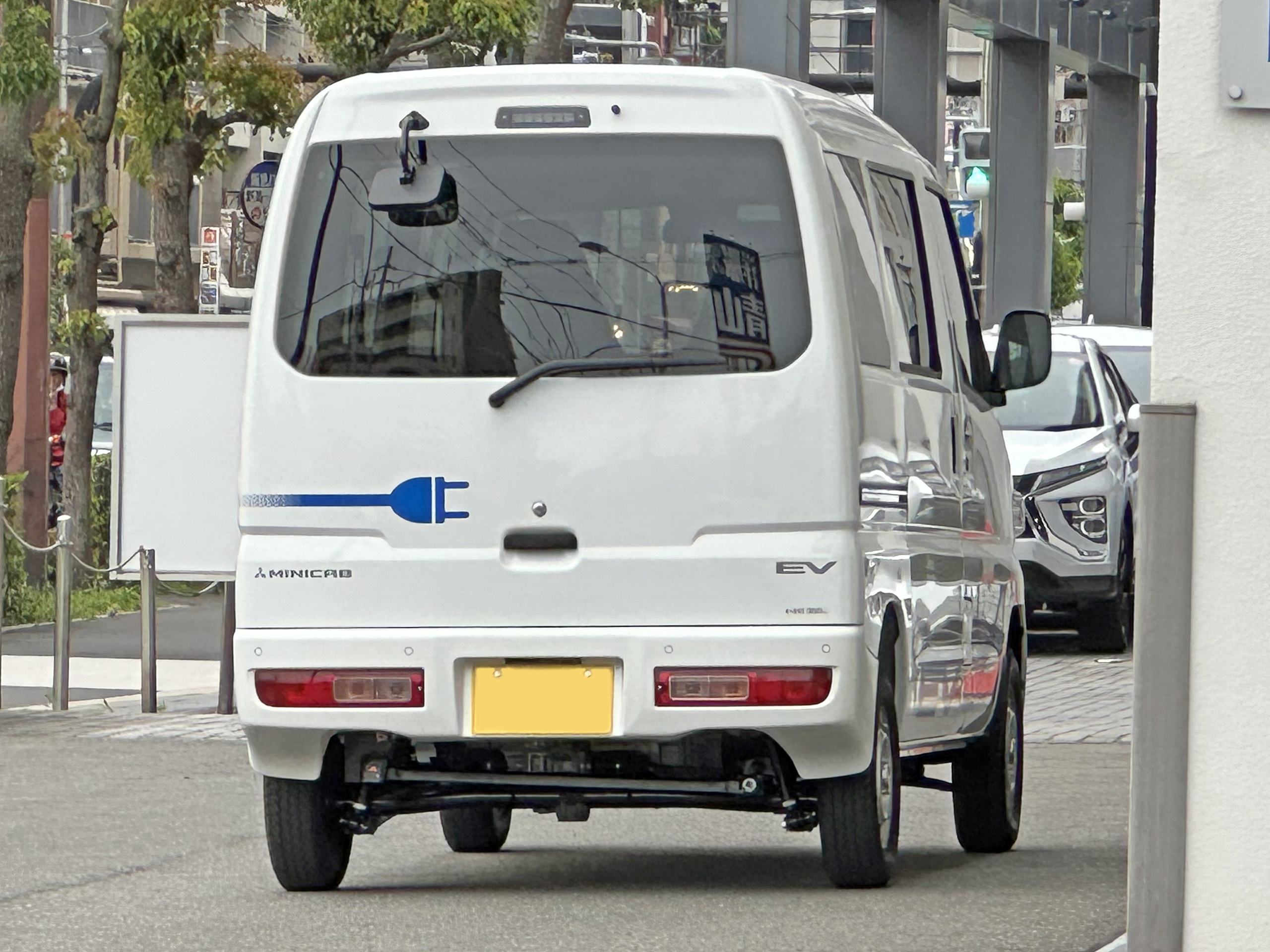
ミニキャブEV CD 4シーター リア

## 特装車
軽トラック市場は競争が熾烈で、他社（他車）への対抗上、形態や機能が酷似した特装車が各社に用意されている。
- 1991年 - スイッチ一つでリアサスが縮み、荷台が低くなる装置をトラックのオプションに設定。これはほぼ全てのトラックに装備が可能であった。ダイハツ・ハイゼットにも同様の仕様が存在した。本機能はワゴン車椅子仕様車のニーリングに流用されている。
- 1994年 - 5代目トラック4WDに四輪クローラー仕様が登場。これもまたほぼ同時期のホンダ・アクティとダイハツ・ハイゼットにもクローラー仕様が存在する。これら3車のクローラーは、それぞれのメーカーの協力企業が異なるため、形式が異なる。なお3車はそれぞれ現行型にフルモデルチェンジしたことによりクローラーは全て消滅した。
- 1999年 - 6代目登場と同時にダイハツ・ハイゼットデッキバンに対抗する、バンのCピラー以降の屋根と窓（ショルダーラインより上）を取り払ったダブルキャブを追加。
- 2002年 - ダイハツ・ハイゼットジャンボおよびスズキ・スーパーキャリイに酷似した、トラックのキャブを後方へ拡大したスーパーキャブを追加。OEMの日産・クリッパーでは、日産が使い続けている商標であるキングキャブとなっている[注釈 5]。

後二者は販売政策の都合でラインナップされたものであるが、嚆矢であるハイゼットの同様のモデルに対し、ミニキャブのシェアは約1割に留まっており、クリッパーを含めたところでその差は埋まらないのが現状である。

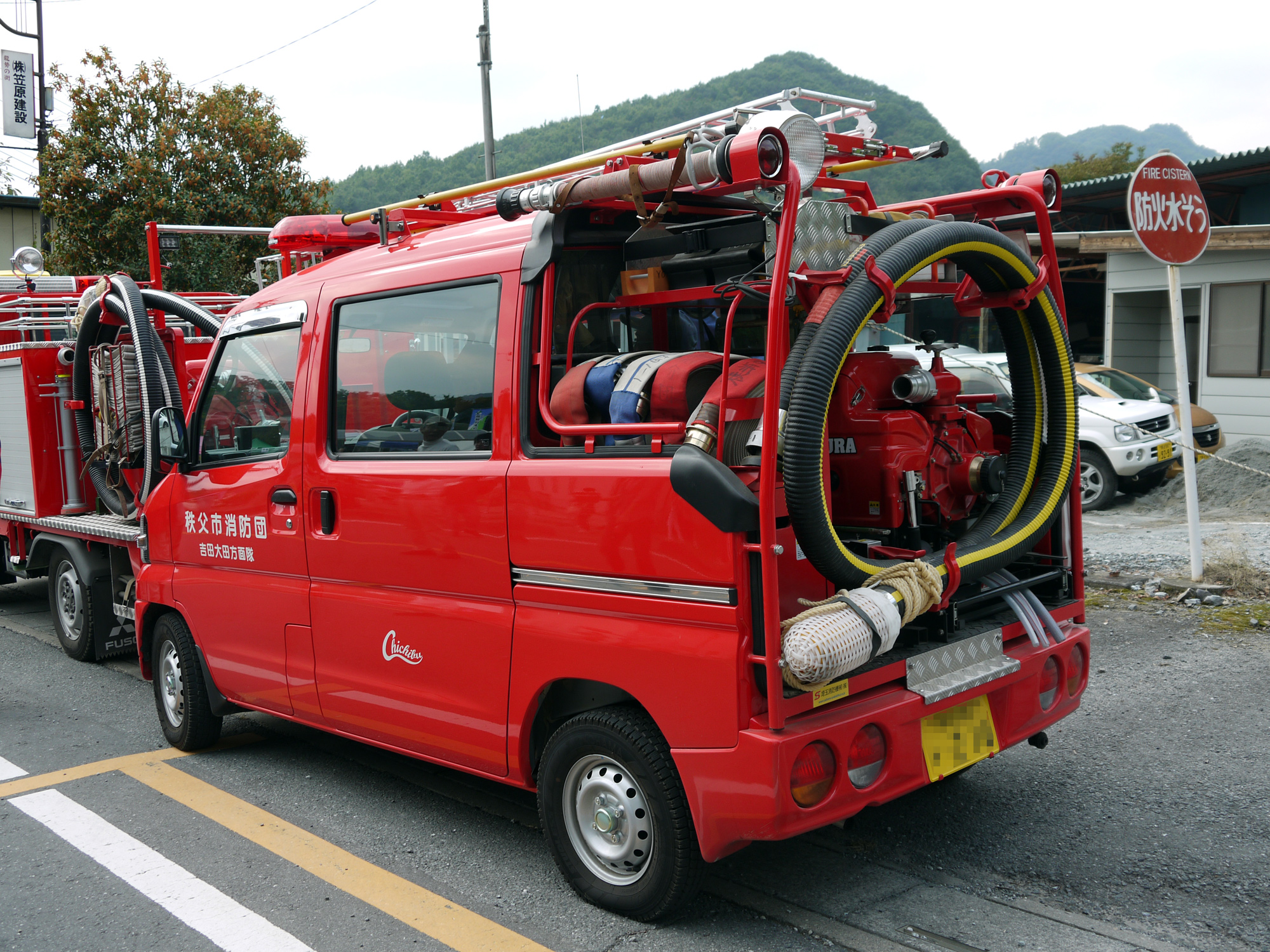
ミニキャブダブルキャブの軽消防車

## 7代目以降（スズキOEM）
15年1か月ぶりのフルモデルチェンジとなった。7代目以降は、前述のとおりスズキが販売しているエブリイ・キャリイのOEM供給を受けて販売される。スズキからOEM供給を受けるのはソリオのOEM車種であるデリカD:2があるが、軽自動車では初めてとなる。また、このフルモデルチェンジに合わせ、一時生産を終了していた軽ワンボックスカーのタウンボックスもエブリイワゴンのOEM車種として復活した。
エブリイ・キャリイは既にマツダ（スクラム）や日産自動車（クリッパーバン/NT100クリッパー）にもOEM供給されていることから、日本国内の自動車市場では稀な4兄弟車種となった。また、2015年2月にOEM元のエブリイがフルモデルチェンジし、翌月にミニキャブバンもフルモデルチェンジされたことで、8代目となったバンと7代目を継続販売するトラックで世代のズレが生じることとなった。
その他、660cc規格化以降に製造・販売されたモデルは自社生産時代はバン・トラックともにキャビン部分のみは共通設計であったが、OEM化以降はベースのエブリイ・キャリイと同じく完全別設計となった。

### バン・ガソリン車

#### 7代目（DS60系）
- 2014年2月27日 - フルモデルチェンジ[32]。
  - 荷室の床面長・幅・高さを最大限確保するとともに、荷室床面地上高を低くし、リアゲート開口部を広くしたことで四隅まで無駄なく収納できることで積載能力を高め、インパネ周りを中心とした豊富な収納スペースを備えたことで使い勝手を向上。AT車・MT車を問わず、ステアリングホイール付近に配置したインパネシフトの採用によりスムーズな変速操作を可能にするだけでなく、前席シートフロア中央をフラット化したことで前席ウォークスルーが可能となった。併せて、乗降ステップ高を低くし、乗降グリップを装備し、ドア開口度を大きくしたことで優れた乗降性を実現。NA・4WD車は走行中でも2WD/4WDの切り替え操作ができるようになった。エンジンは全車DOHC化され、NA・3AT車は低排出ガス性能と燃費の向上により、「平成17年排出ガス基準75%低減レベル（☆☆☆☆）」と「平成27年度燃費基準」を同時に達成した。グレード体系は「M（エブリイ「PA」相当）」、「G（同「PC」相当）」、「ブラボー（同「JOIN」相当）」、「ブラボーターボ（同「JOINターボ」相当）」の4グレードが用意されるが、エブリイの標準ルーフ車「GA」に相当するグレードがなく、5MT車は「M」のみの設定となる（エブリイでは全グレードに5MT車を設定）。
  - 外観上はエンブレム類の変更程度である。リアデザインはOEMモデルに移行後も6代目・中期型以降のデザインが引き継がれ、左下にスリーダイヤと車名ロゴを並べたデカールを装着し、CIのエンブレムが装着されない大きな違いがある（OEM元のエブリイやミニキャブバン以外のOEM車種ではリアにもCIエンブレムが装着される）。ボディカラーはエブリイと共通のカラーバリエーションである（「ブルーイッシュブラックパール」は「M」を除く）。
  - 2015年2月にOEM元のエブリイがフルモデルチェンジし、翌月にミニキャブバンのフルモデルチェンジが発表されたため、7代目バン（ガソリン車）の販売期間は1年1か月となった。

#### 8代目（DS10系）
- 2015年3月6日 - タウンボックスと共にバンのフルモデルチェンジを発表（3月20日販売開始）[33]。
  - エンジンは既に7代目トラックに採用されていた連続可変バルブタイミング機構（吸気VVT）を備えたR06A型（「ブラボーターボ」は同型エンジンのインタークーラーターボ仕様）に置換したほか、NA車は従来の3ATに替わり、5MTをベースにクラッチ及びシフト操作を自動化したオートメイテッドマニュアルトランスミッション（エブリイのオートギヤシフトに相当）を搭載したことで、力強い走り、電子制御による優れた燃費性能、ギヤ比の最適化による高い登坂性能、高速走行時の高い静粛性を実現すると同時に、AT車同様にクリープ機能を備え、積極的な加減速ができるようにマニュアルモードも装備した。これらにより燃費を向上し、「M」の5AMT車と「G」・「ブラボー」は「平成27年度燃費基準+20%」を達成。「M」の5MT車も「平成27年度燃費基準」を達成するとともに、7代目ではAT車（8代目は5AMT車相当、2017年5月に追加設定した4AT車も同様）のみだった「平成17年排出ガス基準75%低減レベル（☆☆☆☆）」認定も新たに取得した。
  - ホイールベースの拡大やインパネ形状の変更により荷室容量が拡大したほか、テールゲートとスライドドアの各開口部も拡大。荷室床面地上高を下げたことで積載性・乗降性を向上したほか、収納スペースも充実し、センターミドルトレー（インパネ中央）、インパネカップホルダー、フロントドアボトルホルダーを新たに備え、「G」・「ブラボー」・「ブラボーターボ」は天井前方部にオーバーヘッドシェルフも備えた。
  - さらに、三菱が販売する商用車では初めてとなる、低車速域衝突被害軽減ブレーキシステム「FCM-City（エブリイでのレーダーブレーキサポートに相当）」や誤発進抑制機能で構成された「e-Assist」、アクティブスタビリティコントロール（ASC、エブリイでのESPに相当）、エマージェンシーストップシグナルシステムの3点を「ブラボーターボ」に標準装備した（なお、エブリイや他のOEM車と異なり、フルモデルチェンジ時点ではNA車は「e-Assist」・ASC・エマージェンシーストップシグナルシステムがオプションを含めて非設定となっていた）。
- 2015年12月 - 一部仕様変更（公式発表なし）。
  - ヒルスタートアシストとEBD付ABSが「M」の5AMT車と「G」にも標準装備された。
- 2016年3月17日 - 一部改良[34]。
  - 「M」の5AMT車、「G」、「ブラボー」において、新たに空荷時や軽積載時にスムーズな発進と快適な乗り心地を実現する2速発進モードを追加した。
- 2017年5月25日 - 一部改良[35]。
  - 従来は「ブラボーターボ」のみの設定だった4ATを「M」・「G」・「ブラボー」にも設定し、全グレードで設定できるようにした一方、「ブラボー」は5AMT車を廃止し、「ブラボーターボ」同様に4AT専用グレードとなった[注釈 8]。なお、NAエンジン仕様のAT車の設定はフルモデルチェンジに伴う廃止以来、約2年2ヶ月ぶりとなる。
  - 併せて、「ブラボー」は、「ブラボーターボ」で装備済みのセンターアームレスト（フロントシート）が追加されたが、前述したトランスミッションの変更に伴いヒルスタートアシストが装備されなくなった。「M」と「G」はリアシートの固定ラッチを可倒式に変更してリアシート前倒し時の突起を無くし、荷物の積載性を向上した。
- 2019年7月11日 - タウンボックスと共に一部改良[36]。
  - 「ブラボーターボ」に装備されている予防安全技術「e-Assist」が改良され、衝突被害軽減ブレーキシステムをレーザーレーザー方式からフロントカメラ方式に変え、前方の歩行者検知を可能にし、作動車速域を約30km/hまでから約100km/hまでに拡大した「FCM（ステレオカメラタイプ、エブリイでのデュアルカメラブレーキサポートに相当）」に変更され、誤発進抑制機能が後退時にも対応。同時に後退時ブレーキサポート、車線逸脱警報機能、ふらつき警報機能、先行車発進お知らせ機能、ハイビームアシストが追加された。また、搭載グレードが拡大され、NA車の「G」にも標準装備された（「G」にはASCも同時に標準装備される）。さらに、「M」の5AMT車と「G」に標準装備されているヒルスタートアシストが「ブラボーターボ」にも標準装備された。
  - 今次改良に伴い、「G」の5AMT車と「ブラボー」が廃止され、5AMT車は「M」のみの設定となった[注釈 9]。
  - また、2018年6月にエブリイに追加設定されたノクターンブルーパール、クールカーキパールメタリック、ムーンライトバイオレットパールはミニキャブバンには設定されず、従来通り3色展開となる。
- 2021年9月24日 - タウンボックスと共に一部改良[37]。
  - 従来、「G」と「ブラボーターボ」に装備されていたASCを「M」にも拡大して全車標準装備となり、周囲の明るさに応じて自動でヘッドライトを点灯・消灯することでヘッドライトの付け忘れを防止するオートライトコントロールを全車に標準装備。ヒルスタートアシストは「M」の4AT車にも装備された。
  - 従来「ブラボーターボ」のみに装備されていた電動格納式リモコンドアミラーを「G」にも拡大して装備され、4WD車にはヒーテッドドアミラーも装備。プライバシーガラスを「M」にも拡大して全車標準装備となり、USB電源ソケットを「G」と「ブラボーターボ」に装備。「ブラボーターボ」はタウンボックスと同デザインのメッキフロントフードガーニッシュが装備された。
  - なお、今回の一部改良により、WLTCモードによる燃料消費率並びに排出ガスに対応（燃料消費率はJC08モードも併記）し、「M」の5MT車を除く全車で「平成30年排出ガス基準50%低減レベル（☆☆☆☆）」認定を取得したが、JC08モードでの燃料消費率は「M」の4WD・5MT車は向上されたものの、それ以外のグレード・仕様では低下したため、平成27年度燃費基準は「M」の5AMT車のみ+15%達成となった。
- 2022年4月21日 - タウンボックス・ミニキャブトラックと共に一部改良[38]。
  - 可変バルブタイミング機構（VVT）を吸気側にも採用するなどエンジンを改良するとともに、4AT車にはアイドリングストップ機能「オートストップ&ゴー（AS&G）」を採用したことで燃料消費率が向上され、2WD・4AT車と「M」の5AMT車は「平成27年度燃費基準+25%」、4WD・4AT車は「同20%」を達成した。
  - ターボ車の「ブラボーターボ」を廃止する代わりに、約2年9ヶ月ぶりに「ブラボー」が復活設定されたことでNA車のみのラインナップとなった。また、ボディカラーには「ブラボー」専用色のクールカーキパールメタリックが追加され、4色展開となった[注釈 10]。
  - なお、エブリイに設定されたバックアイカメラ付ディスプレイオーディオはミニキャブバンでは未設定となり、ディーラーオプション（純正アクセサリー）のオリジナル7型ナビゲーション[注釈 11]とリアビューカメラの同時装着により対応する。
- 2024年3月14日 - タウンボックスと共に一部改良[39]。
  - 「M」・「G」・「ブラボー」はトランスミッションを歴代初となるCVTに変更するとともに、トラックに採用されている「ぬかるみ脱出アシスト」を装備。4WD車は機械式から電子制御式に変更され、「2WD」・「4WD AUTO」・「4WD LOCK」の3つの走行モードの切り替えが可能となった。また、「M」がCVT専用グレード[注釈 12]へ移行されたことに伴い、5MTと4ATの選択が可能な新エントリーグレードとなる「E」（エブリイ「PA スズキ セーフティ サポート 非装着車」に相当）を新設[注釈 13]。「M」に設定されていた5AMTは廃止となった。
  - また、「ブラボー」は2022年4月の一部改良以来約2年ぶりとなるターボ仕様（エブリイ「JOINターボ」相当）となり、キーレスオペレーションシステム、スライドドアイージークローザー（後席両側）、運転席・助手席バニティミラー、運転席シートヒーター、助手席シートバックテーブルを装備するとともに、ヘッドライトをLED化[注釈 14]。「G」も運転席シートヒーターと助手席シートバックテーブルが装備され、ヘッドライトがLED化された。
  - 安全面では、リアパーキングセンサーとメーター内の表示灯を全車に標準装備された。
  - なお、今回の一部改良により2022年度燃費基準に対応し、CVT車は「2022年度燃費基準105%達成車」、4AT車は「同達成車」となった。また、ボディカラーはベース車のエブリイでは同年2月の一部仕様変更でデニムブルーメタリック、モスグレーメタリック、パールホワイトの3色が追加されたが、ミニキャブバンには設定されず、従来通り4色（「ブラボー」以外のグレードは2色）展開となる。
- 2025年7月31日（予定） - ベース車のエブリイのボディカラー変更を受け、「ブラボー」専用色のクールカーキパールメタリックを廃止（生産終了）。同年8月生産分からは同色との入れ替えで新色のアイビーグリーンメタリックが設定される。なお、エブリイではボディカラーにツールオレンジも追加されたが、ミニキャブバンでは未設定となる。

### トラック
2021年8月時点で、ラージキャブ仕様の「スーパーキャブ」は発売されていない。

#### 7代目（DS10系）
- 2014年2月27日 - フルモデルチェンジ[32]。
  - 荷台フロア長を拡大し、荷台床面地上高を低くしたほか、ストッパーも付いたロープフック付トリイ、荷台ステップ（運転席/助手席側）、大型ゲートハンドルなどを備えた。収納スペースはバン同様、インパネ周りを中心に数多く備えた。ホイールベースは先代から295mm短縮して5代目以来となるショートホイールベースとなったことで、最小回転半径を3.6mに縮小し、タイヤハウスを前席シート下にレイアウトすると同時に、積載時の前後重量バランスが最適となるように設定され、アプローチアングルを大きくし、バンパー地上高を高めにした。なお、ボディタイプにおいても先代のセミキャブオーバー型から5代目以来となるキャブオーバー型に回帰されている。エンジンはバン同様にDOHC化されたが、連続可変バルブタイミング機構付（VVT・吸気側のみ）のR06A型を採用したことで燃費性能を高め、全車平成27年度燃費基準を達成した。ボディ表面積の95%に防錆鋼板を採用するなど、防錆対策が施された。グレード体系は「M（キャリイ「KCエアコン・パワステ」相当）」、「G（同「KX」相当）」、「みのり（同「KCエアコン・パワステ農繁仕様」相当、発売当初は4WD・5MT車のみの設定）」の3グレードが用意されるが、キャリイの「KC」・「KCパワステ」・「KCパワステ農繁仕様」に相当するグレードは設定されていない。また、「G」に関しては4WD車のみ、キャリイ「KX」ではメーカーセットオプション設定[注釈 15]となっている助手席シートベルトプリテンショナー機構、助手席エアバッグ、ABSが標準装備される。
  - なお、外観上はエンブレム類の変更程度である。ボディカラーは発売当初「シルキーシルバーメタリック」の設定がなく、「スペリアホワイト」のみの設定であった。
- 2015年9月3日 - 一部改良[41]。
  - エンジン制御の変更により全車で燃費を向上し、5MT車は「平成27年度燃費基準+5%」を達成。内装では運転席・助手席のシート座面を大型化するとともに、エアコンフィルターを全車に追加し、「G」にはシート下の板金部分を覆うシートライザーカーペットも追加。荷台の左右ステップ下に荷台平シート用フックを新たに採用し、リアゲート中央部にゲートフックを追加。また、防錆鋼板をルーフパネルにも採用したことでボディ表面積の100%を防錆鋼板化された。
- 2017年11月22日 - 一部改良[42]。
  - 従来は「G」のみに標準装備されていたABS、助手席エアバッグ、助手席シートベルトプリテンショナーの3点を「M」と「みのり」にも拡大されて全グレード標準装備となったほか、グローブボックスのサイズを拡大し、アクセサリーソケットを新たに標準装備された。また、「G」はAM/FMラジオ&CDプレーヤーを1DINタイプから2DINタイプへ変更された。
- 2018年6月7日 - 一部改良[43]。
  - 予防安全技術「e-Assist」が導入され、前後2ヶ所ずつに配置したソナー方式による誤発進抑制機能（前進・後退時）を全車に標準装備された[注釈 16]。
- 2019年9月24日 一部改良[44]。
  - 「G」は予防安全技術「e-Assist」が機能強化され、8代目バン（2019年7月改良モデル）にも採用されている衝突被害軽減ブレーキシステム「FCM（ステレオカメラタイプ、キャリイでの「デュアルカメラブレーキサポート」に相当）」、車線逸脱警報機能、ふらつき警報機能、先行車発進お知らせ機能、ハイビームアシストが追加され、誤発進抑制機能は「FCM（ステレオカメラタイプ）」の搭載に伴い検知方式が超音波センサーからステレオカメラに変更された。一方で、「M」と「みのり」は誤発進抑制機能（前進・後退時）が非装備となり、「e-Assist」はメーカーオプションを含めて未設定となった[注釈 17]。併せて、アクティブスタビリティコントロール（ASC、キャリイでのESPに相当）も標準装備され、3AT車にはヒルスタートアシストも標準装備された。
  - ボディカラーはフルモデルチェンジ当初設定されていなかった「シルキーシルバーメタリック」が追加され、2色展開となった（なお、ブルーイッシュブラックパール3、ノクターンブルーパール、クールカーキパールメタリックの3色はミニキャブトラックでは設定されない）。
- 2021年8月26日 一部改良[45]。
  - 従来は「G」のみに標準装備されていた安全装備が他のグレードにも拡大され、「e-Assist」は「みのり」に、ASCとオートライトコントロールは「M」と「みのり」に（全車標準装備化）、3AT車のみだったヒルスタートアシストは「M」の3AT車、「G」の5MT車、「みのり」にそれぞれ拡大して標準装備された（なお、「みのり」はキャリイ「KCエアコン・パワステ農繁仕様」とは異なり、「e-Assist」やヒルスタートアシストが5MT車を含めて標準装備されている一方で、「M」の5MT車は「e-Assist」やヒルスタートアシストがオプションを含めて未設定となる）。
  - 「みのり」は積載時の安定性を高める強化リアサスペンション（4枚リーフスプリング）を標準装備。デフロックを装備する「みのり」と「G」の4WD・5MT車を除くグレードには、泥濘路などで左右どちらかのタイヤが空回りを検知した時に自動で作動し、空回りする方にブレーキをかけることでもう一方に駆動力を伝達することで脱出性を高める「ぬかるみ脱出アシスト（ブレーキLSDトラクションコントロール）」が標準装備された。
  - 外観は「G」のみに装備されていたメッキフロントガーニッシュを「M」・「みのり」にも拡大して全車標準装備となった。また、「みのり」には、キャリイ系OEMの農業向けグレードでは唯一となる3AT車が新たに設定された。
  - なお、今回の一部改良により、WLTCモードによる燃料消費率・排出ガスに対応した（3AT車はJC08モード走行時の燃料消費率も併記、平成30年排出ガス規制適合）。
- 2022年4月21日 - タウンボックス・ミニキャブバンと共に一部改良[46]。
  - バン同様に吸気側にもVVTを採用することでエンジンが改良され、AT車は4速に多段化するとともに、バン同様にアイドリングストップ機能「オートストップ&ゴー（AS&G）」を採用したことで燃料消費率が改善された。
  - トリイのロープフックを2か所から4か所に増強された。
- 2024年5月27日 - 一部改良[47]。
  - 4AT車のみに装備されていたAS&Gを5MT車にも装備された。
  - リアパーキングセンサーやリアパーキングセンサー表示灯（メーター内）を全車に、従来は4AT車のみだったヒルスタートアシストを5MT車にそれぞれ標準装備されたほか、「みのり」と「G」は後方誤発進抑制機能にブレーキ制御が追加された[注釈 18]。
  - これまで「G」のみの装備であったパワーウインドウ、パワードアロック、キーレスエントリーシステムの3点を「M」と「みのり」にも拡大されたことで、全車標準装備となった。
  - 「G」はヘッドライトがLEDとなり、カラードドアミラーは電動格納式リモコンへグレードアップ。さらに、専用ボディカラーとしてクールカーキパールメタリック[注釈 19]が追加され、3色となった。
- 2025年7月31日（予定） - ベース車のキャリイのボディカラー変更を受け、「G」専用色のクールカーキパールメタリックを廃止（生産終了）。同年8月生産分からは同色との入れ替えで新色のアイビーグリーンメタリックが設定される。なお、キャリイではボディカラーにツールオレンジも追加されたが、ミニキャブトラックでは未設定となる。

## 中華汽車 OEM 【威利/菱利】

### 威利（1988年 - 2007年）

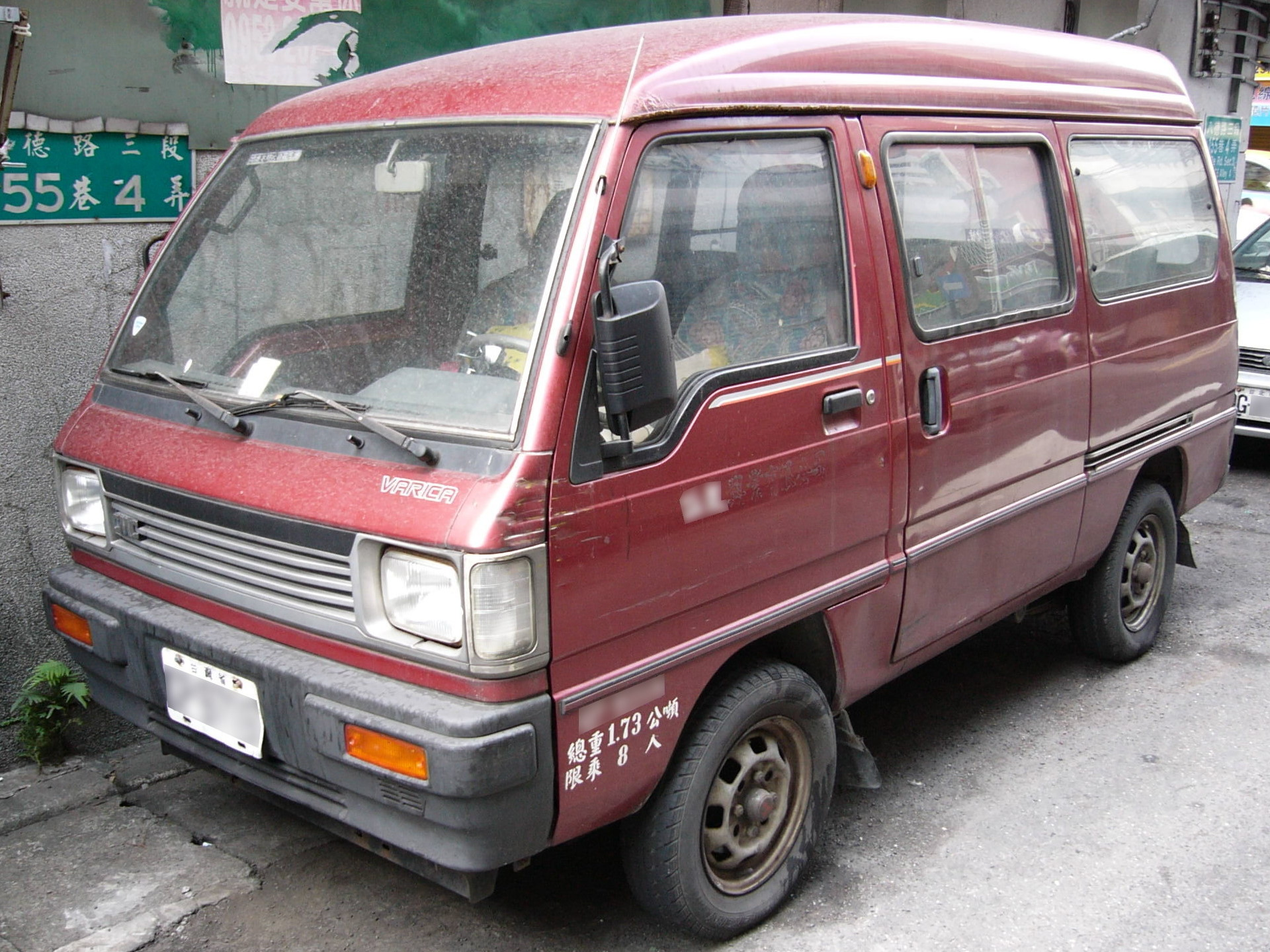
前期 中華威利バン
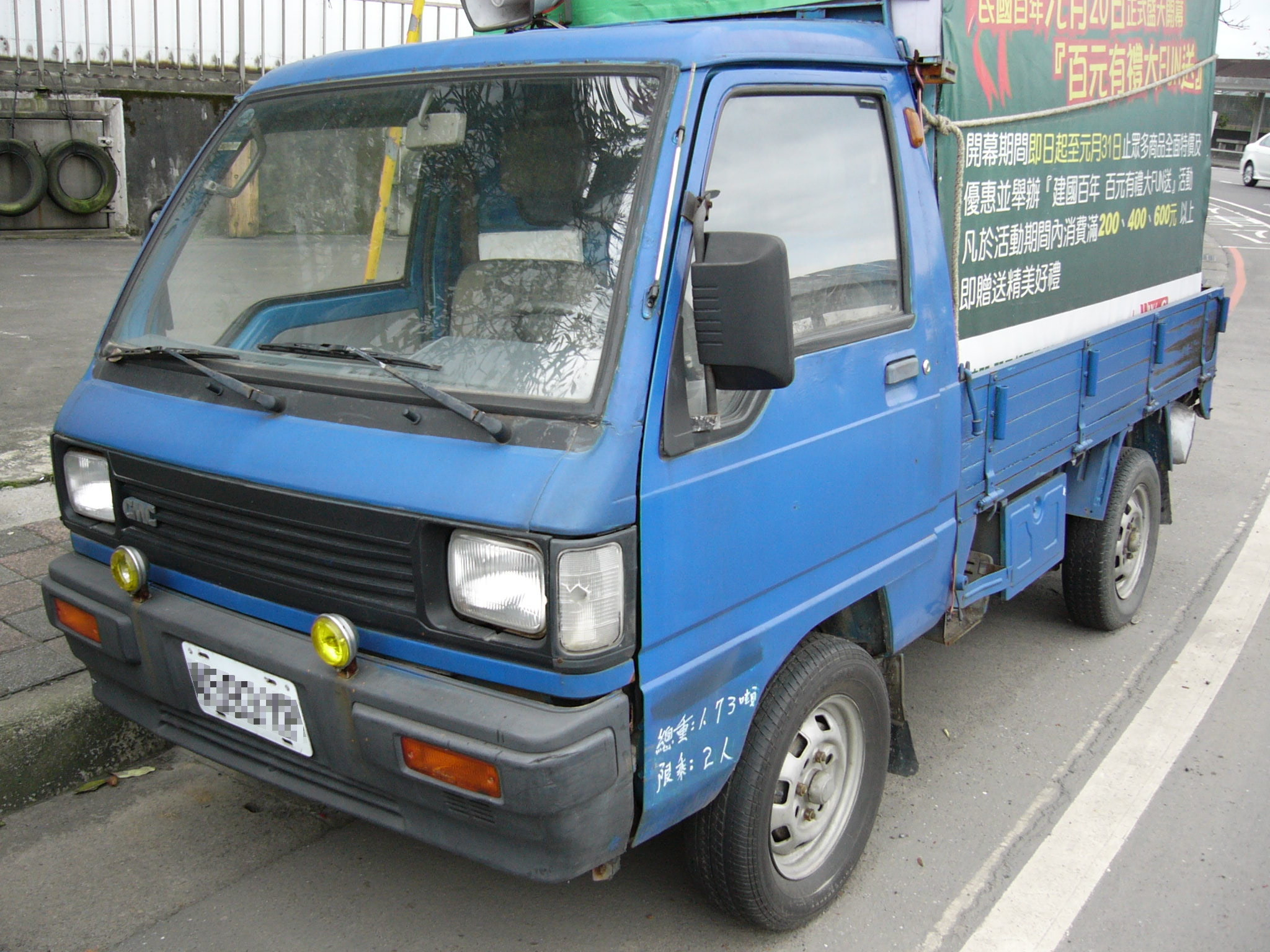
前期 中華威利トラック
中期 中華威利トラック
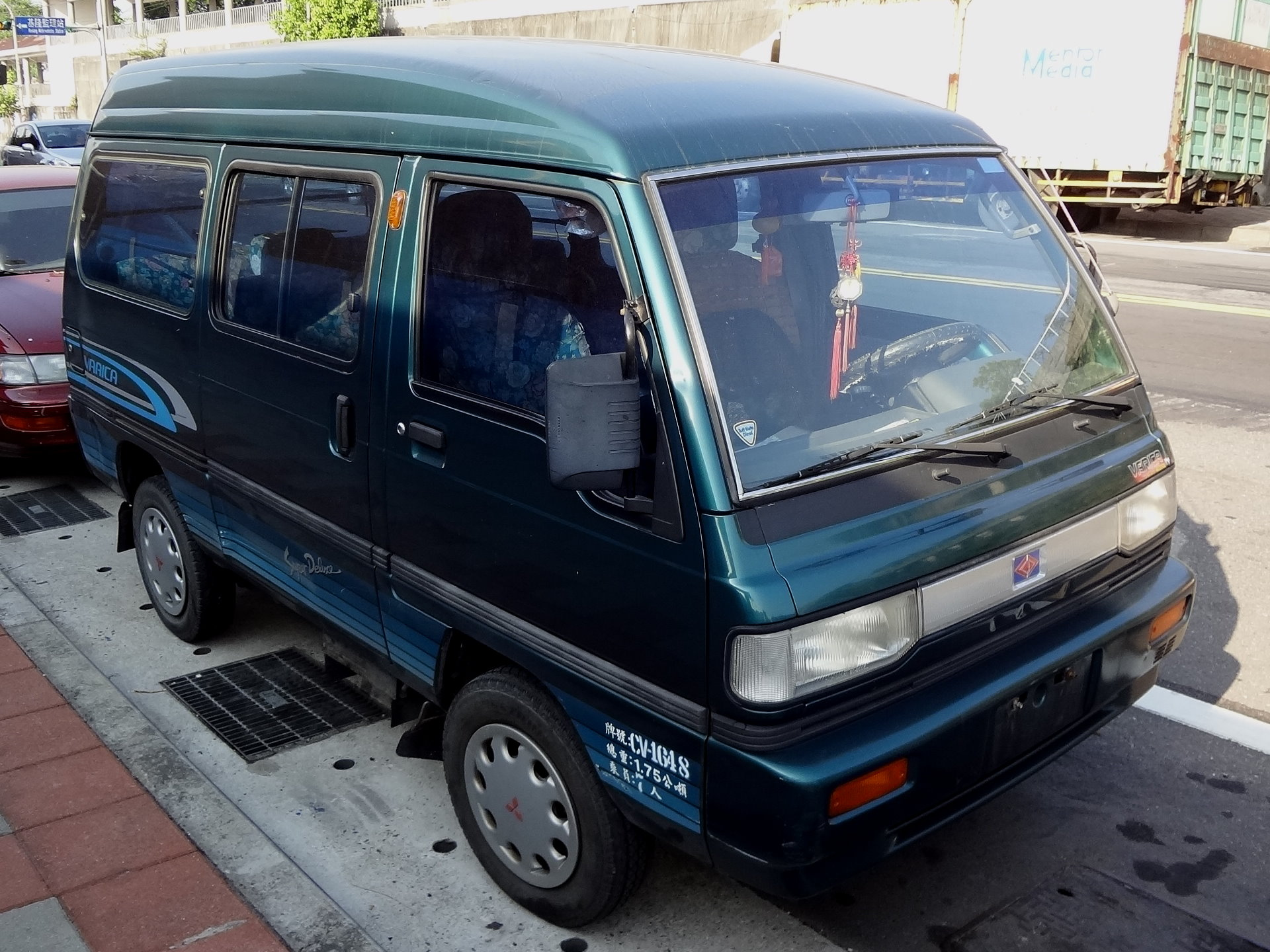
中期 中華威利バン
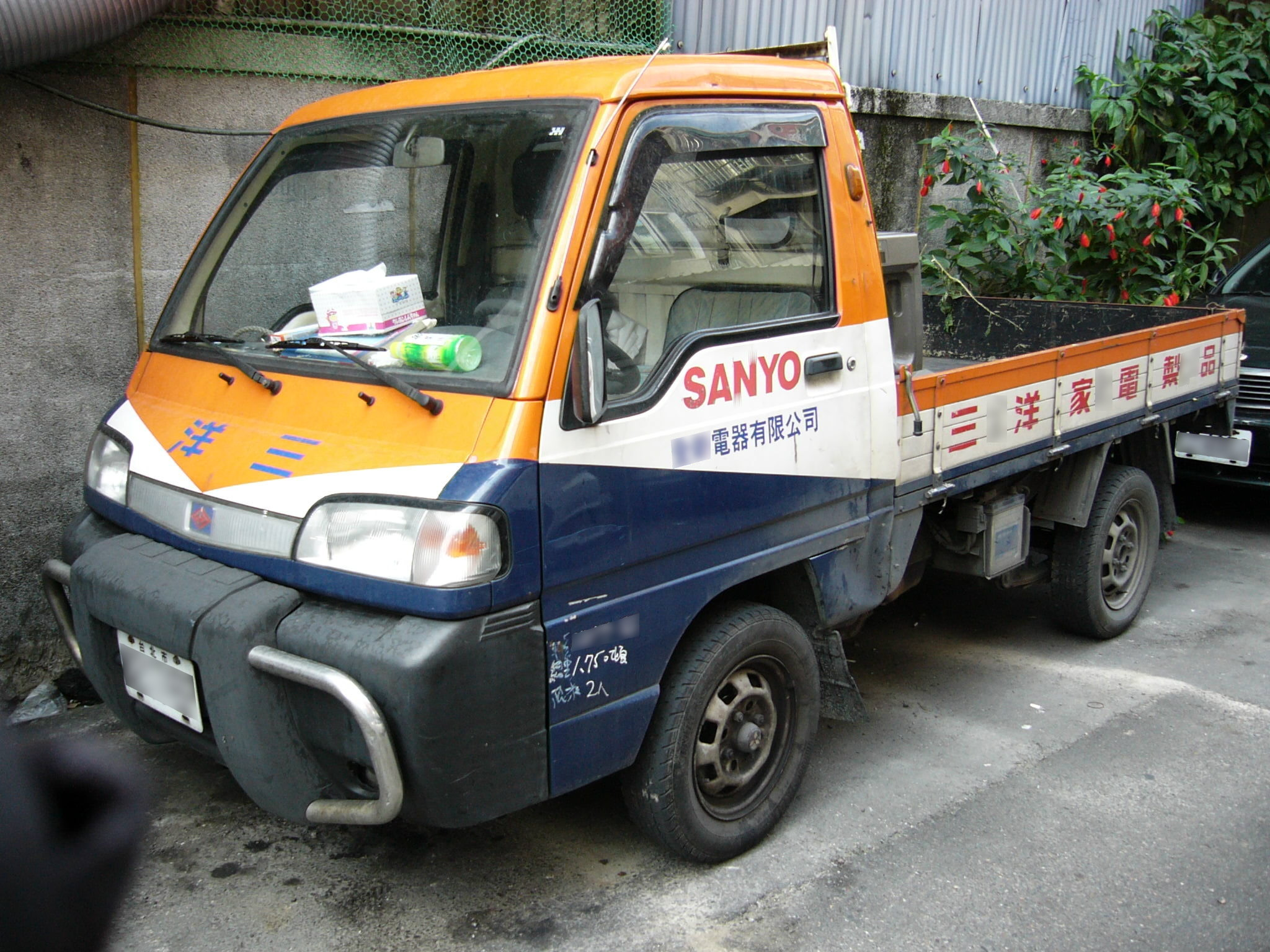
後期 中華威利トラック
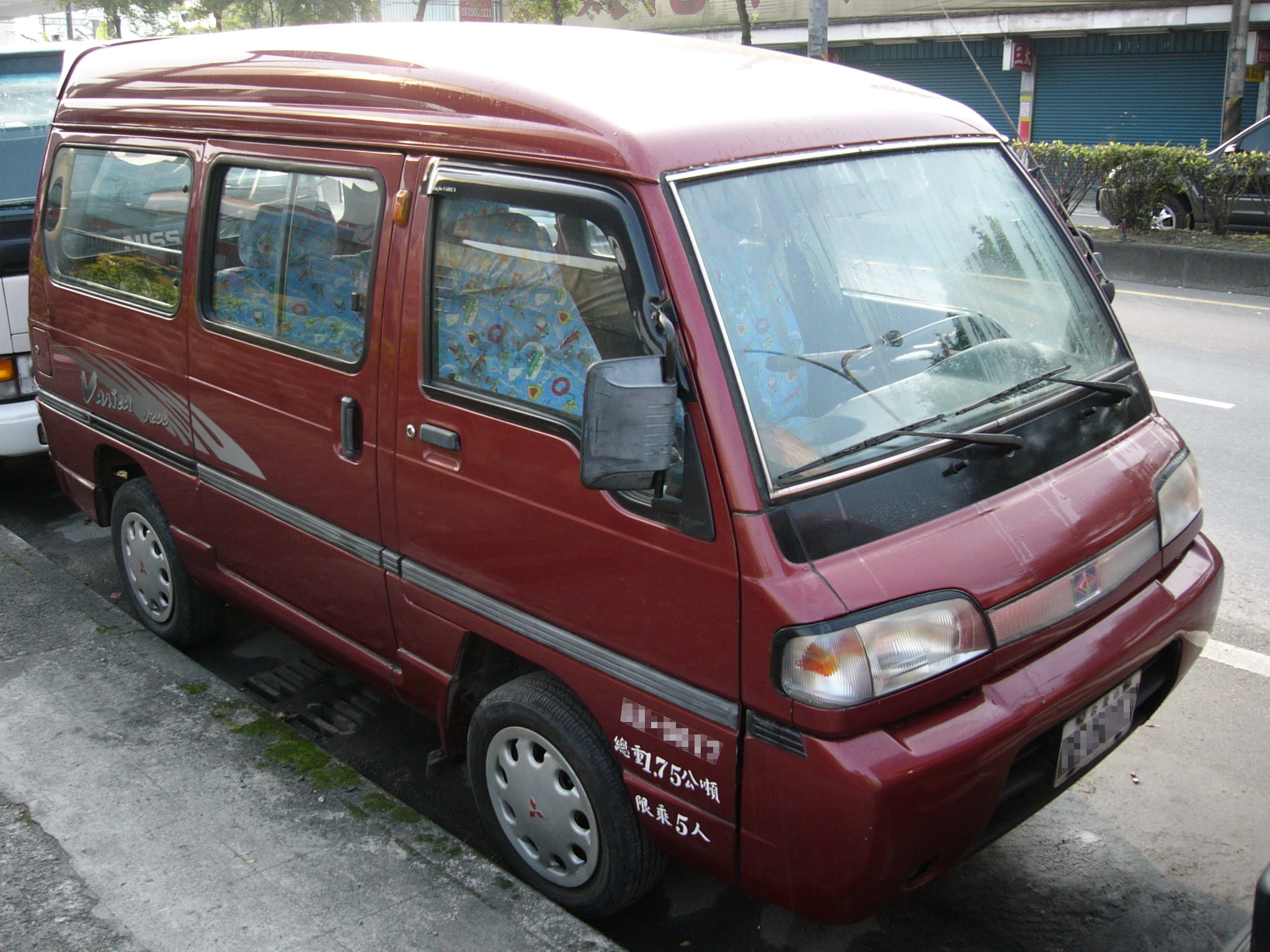
後期 中華威利バン
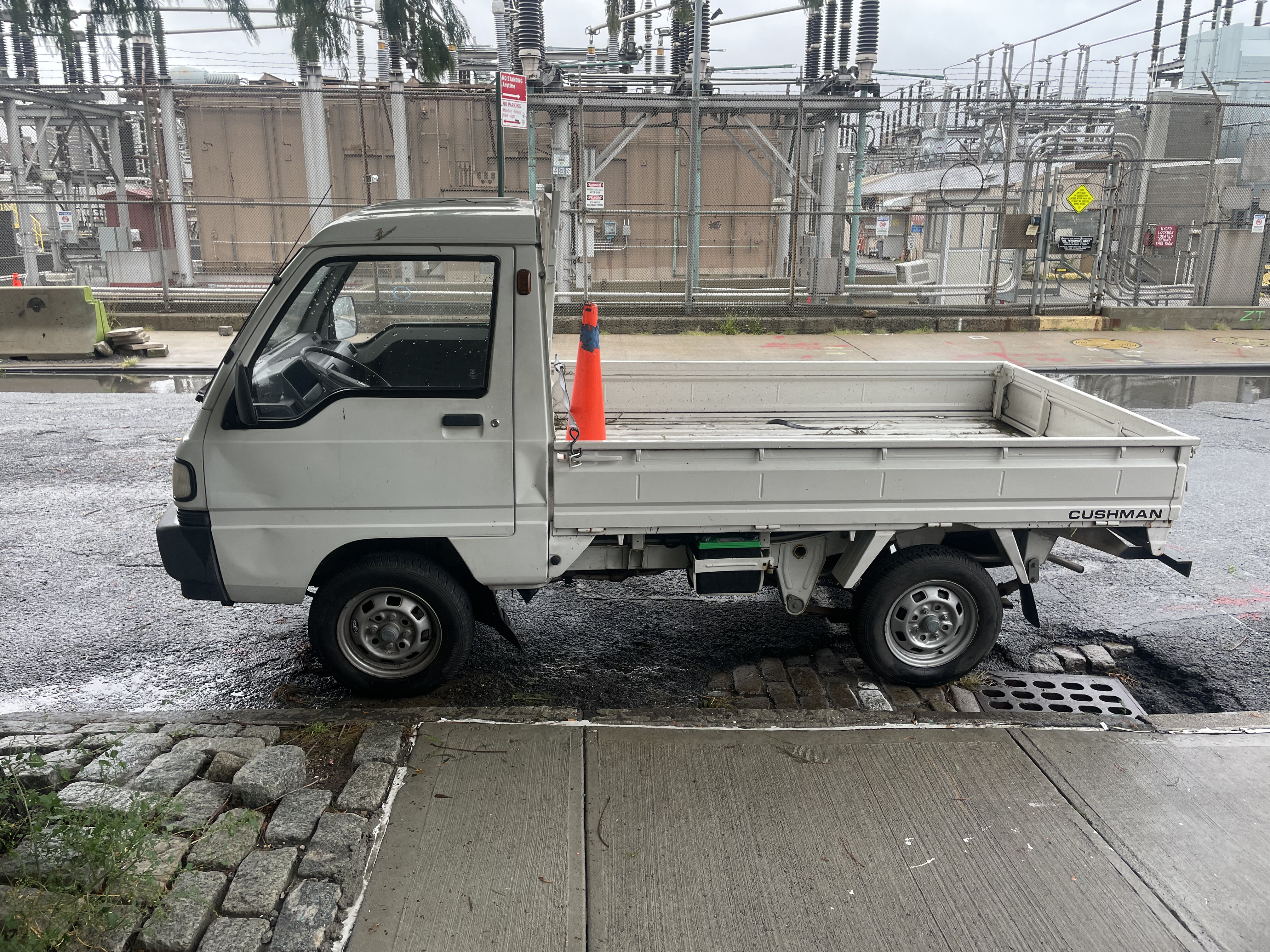
クッシュマン販売モデル

### 菱利（2000年 - 現在）

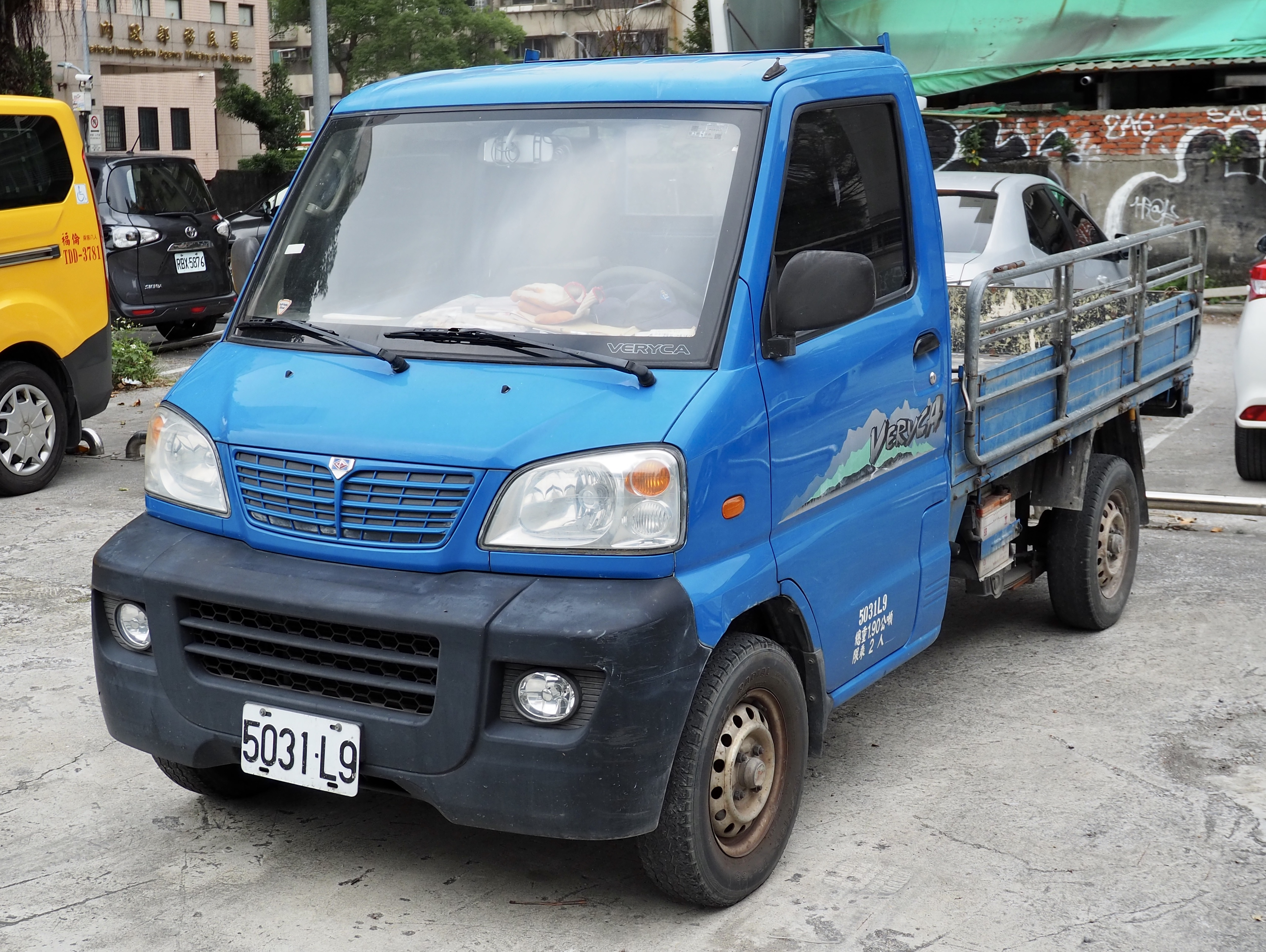
前期 中華菱利トラック
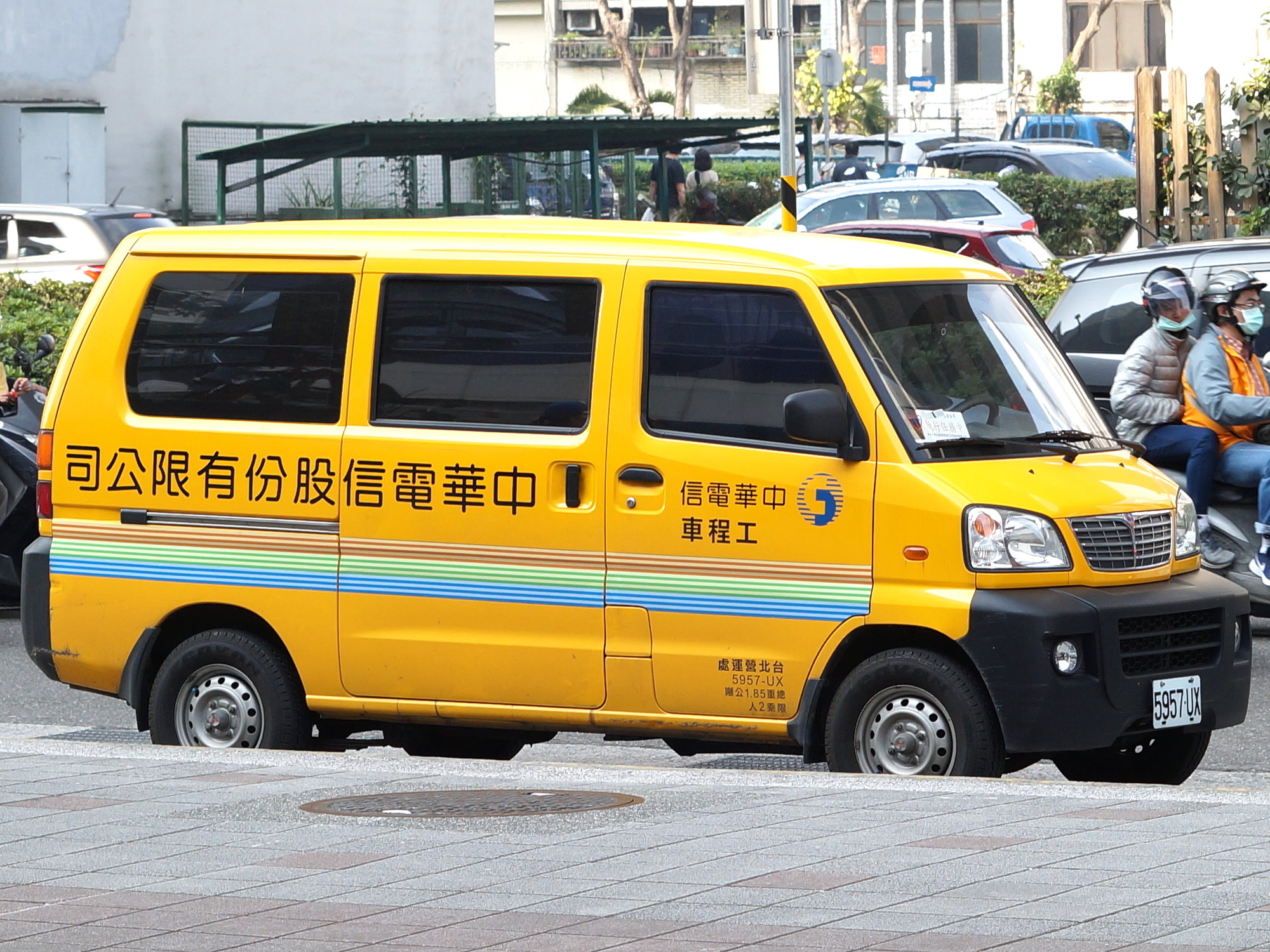
前期 中華菱利バン
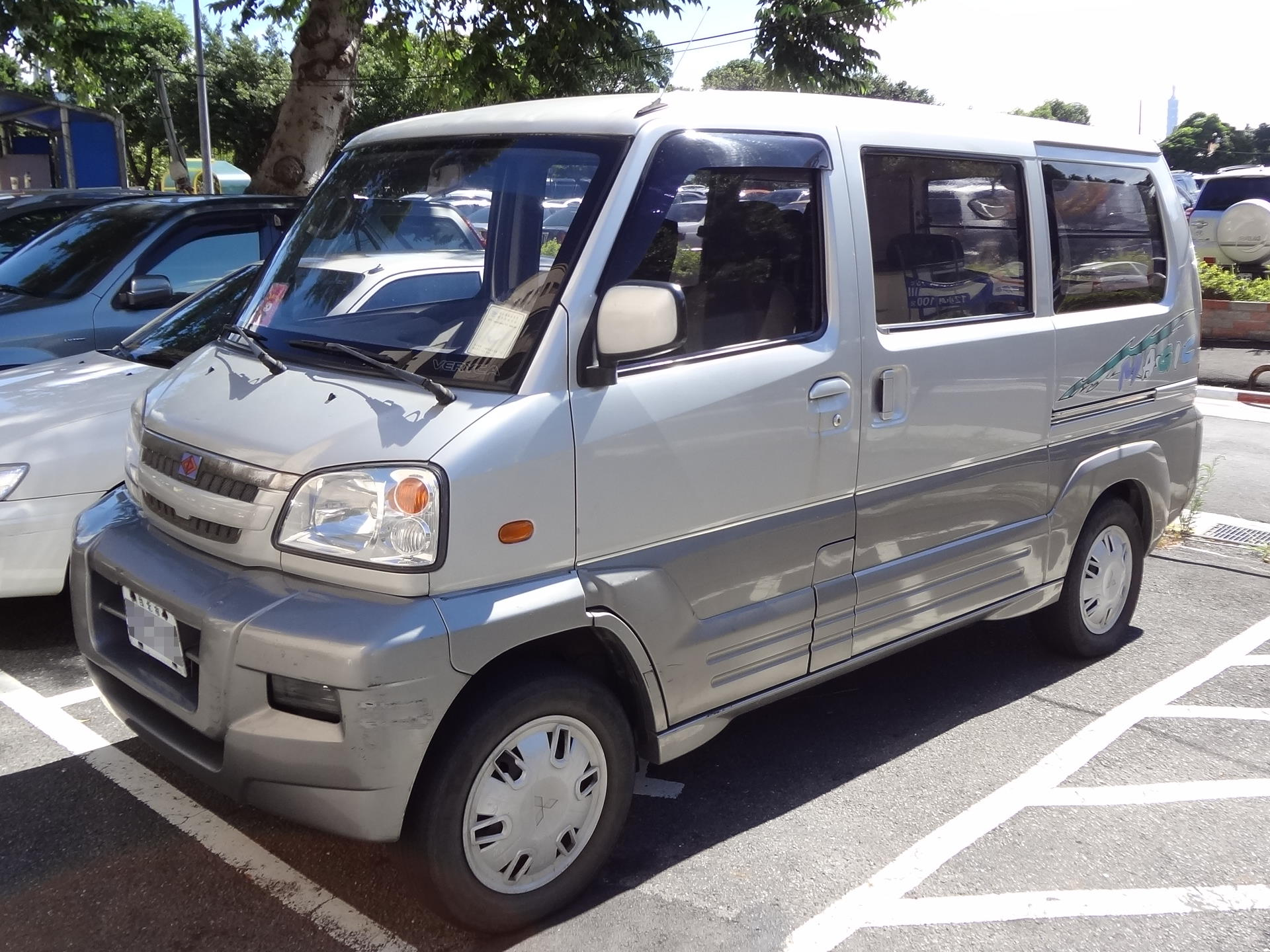
Veryca Magic
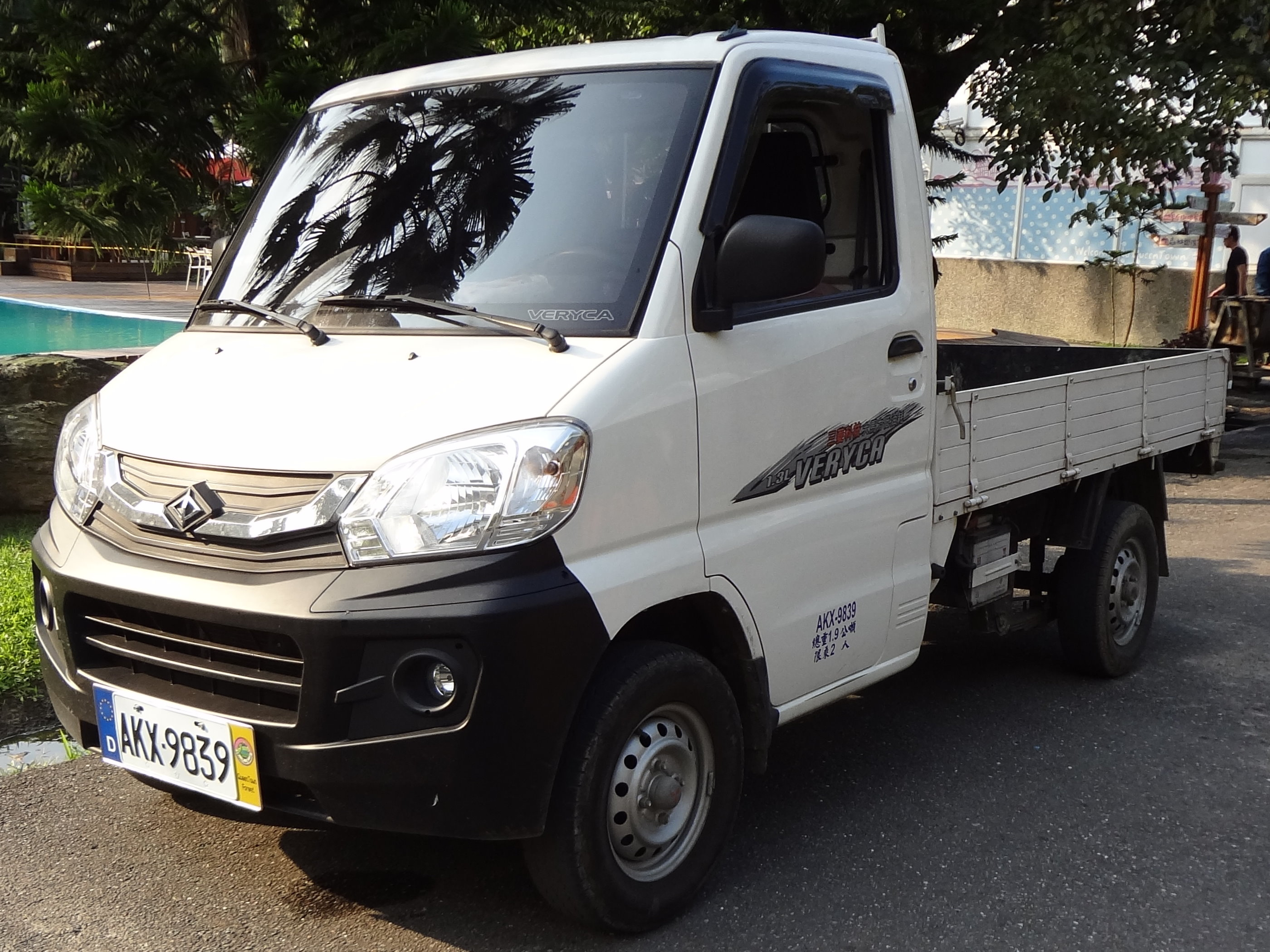
中期 中華菱利トラック
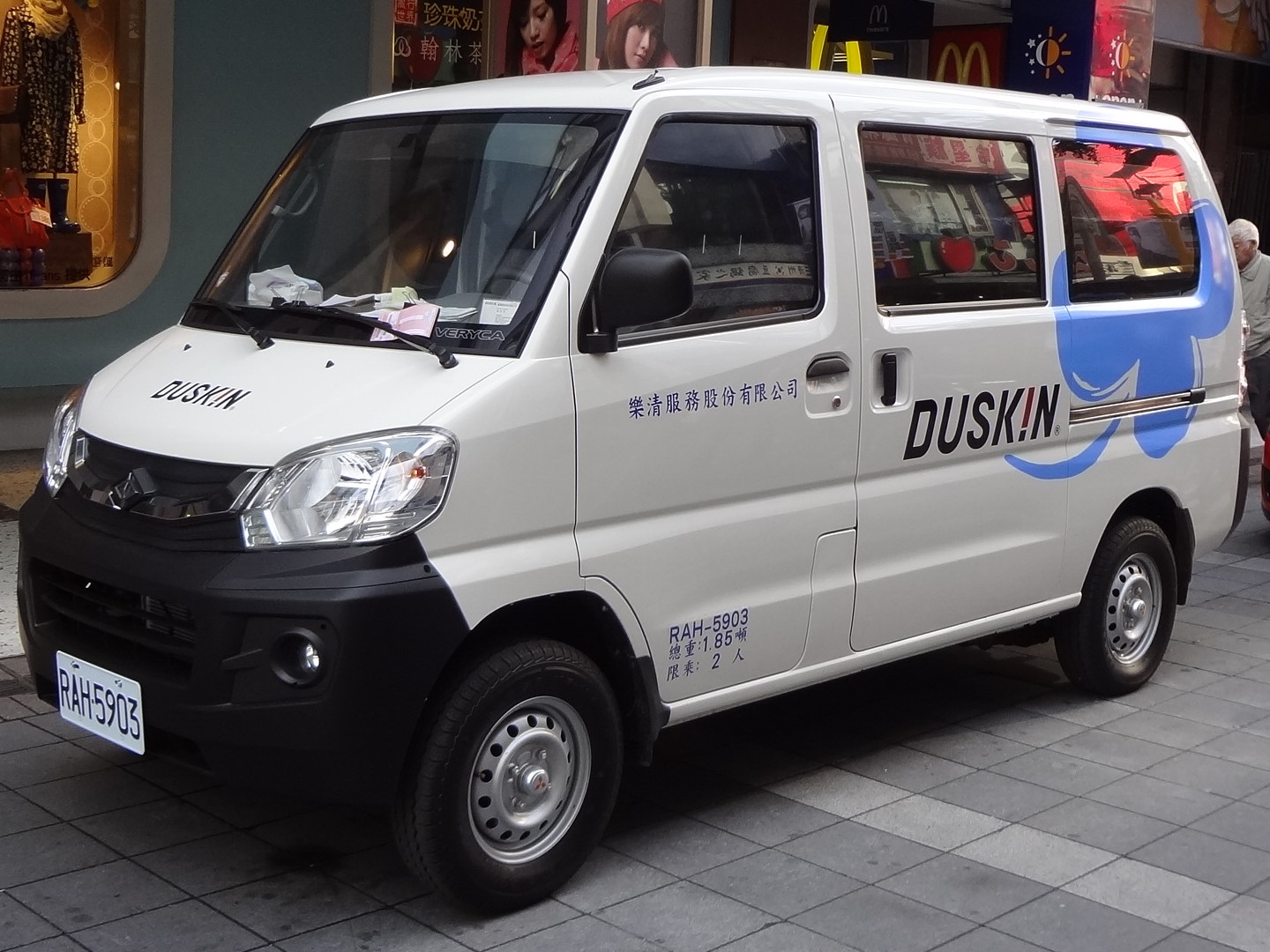
中期 中華菱利バン
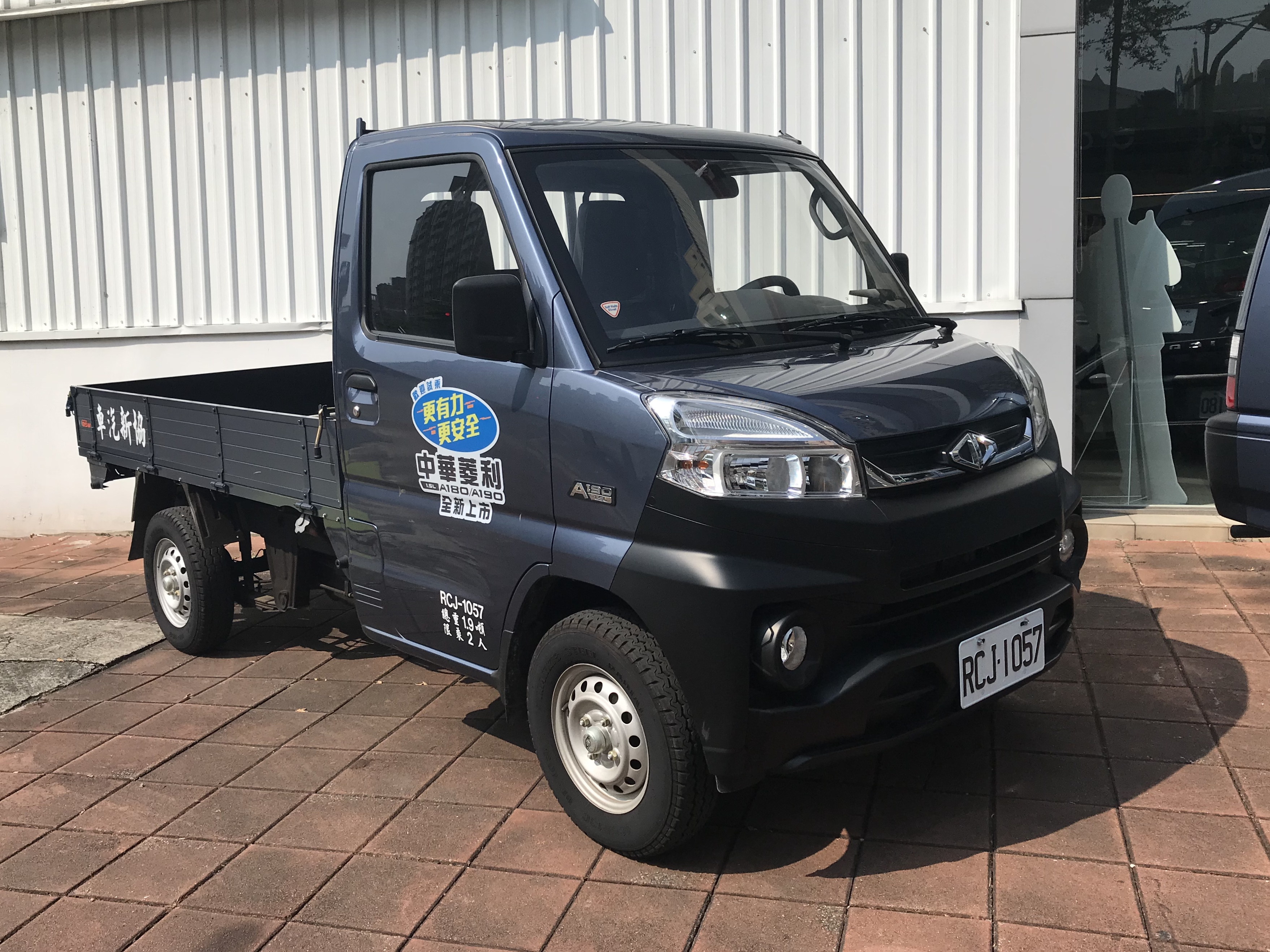
後期 A190
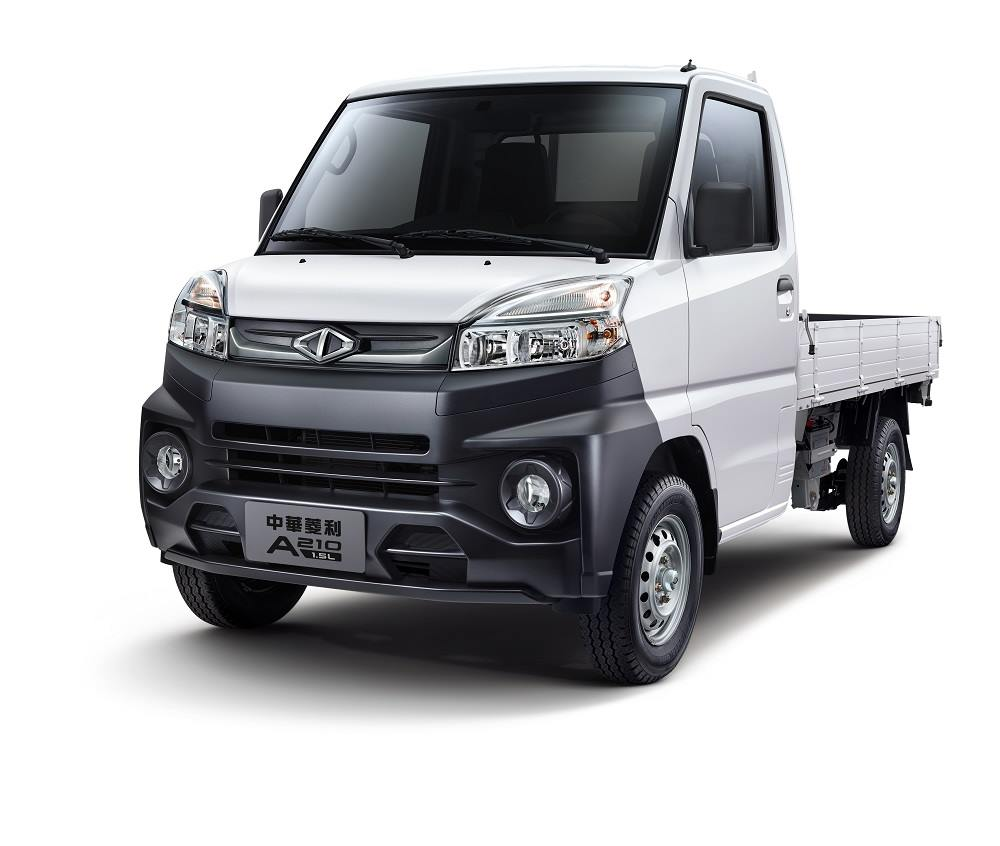
菱利 A210
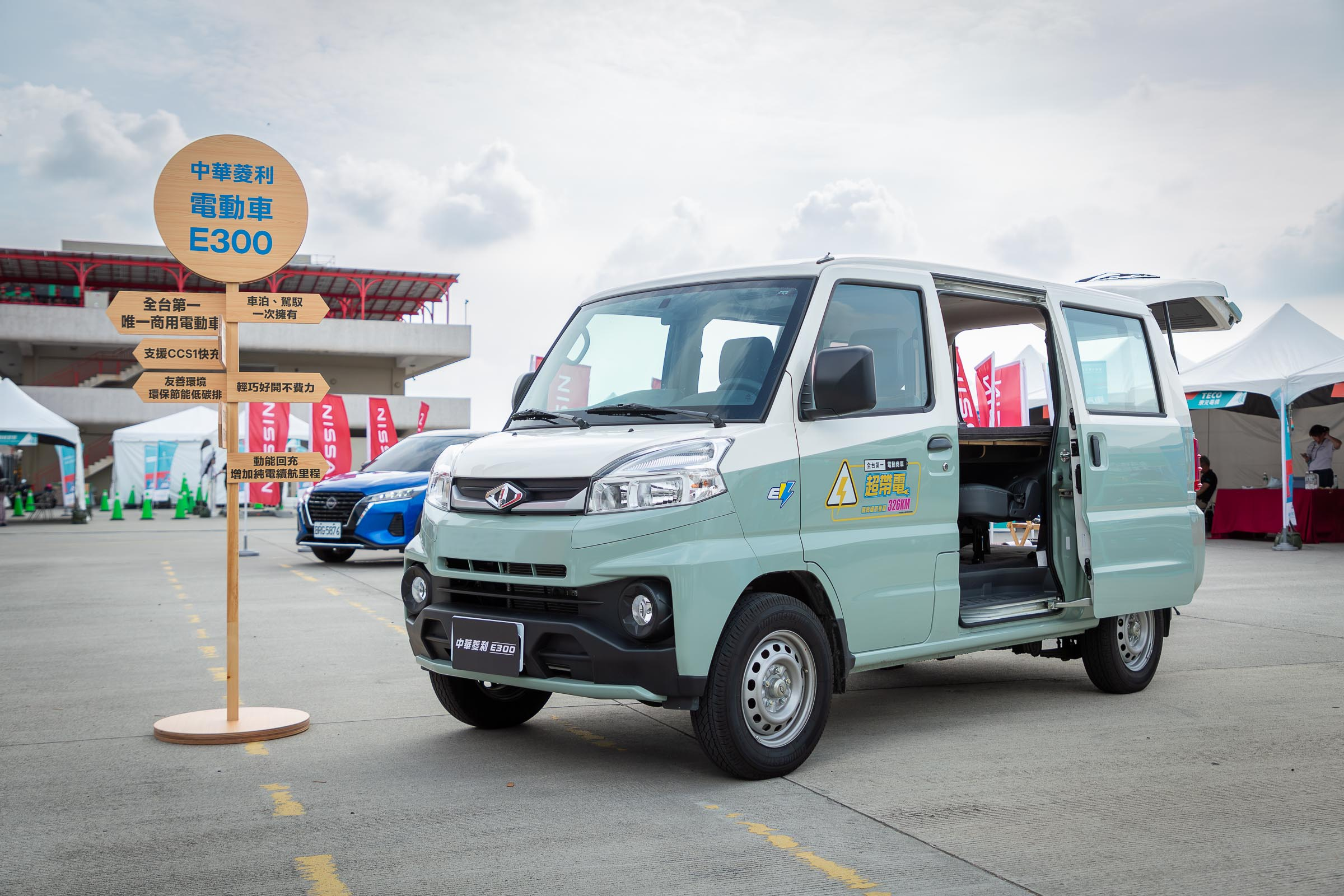
E300

## 車名の由来
小さな車体に広い荷台をもつキャブオーバーという意味で命名。イギリスでは"minicab"はタクシーキャブのことをさす。